# إرميون (1779)

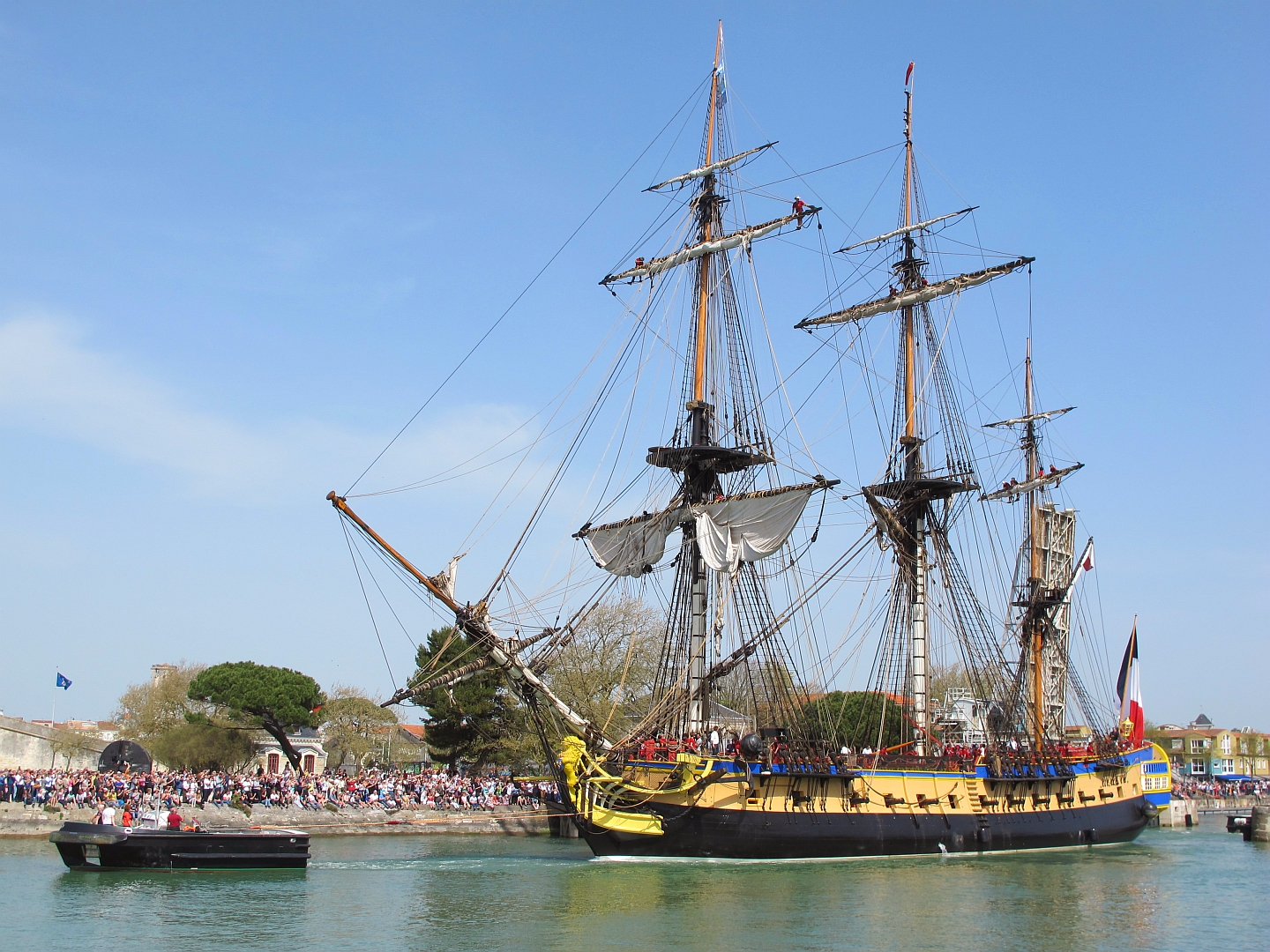
إرميون في ميناء لا روشيل للإستعراض في 15 أبريل 2015.

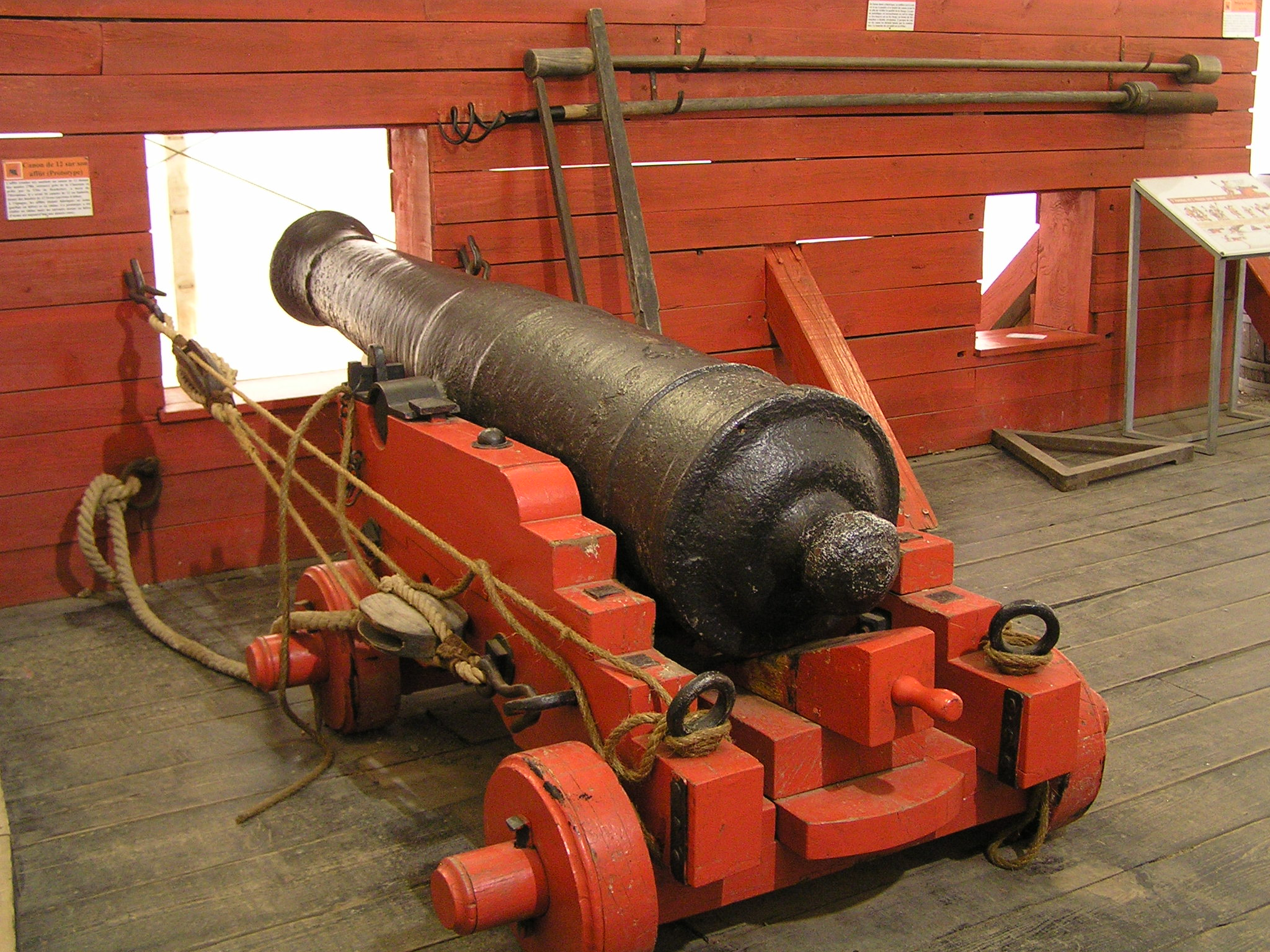
مدفع إرميون.

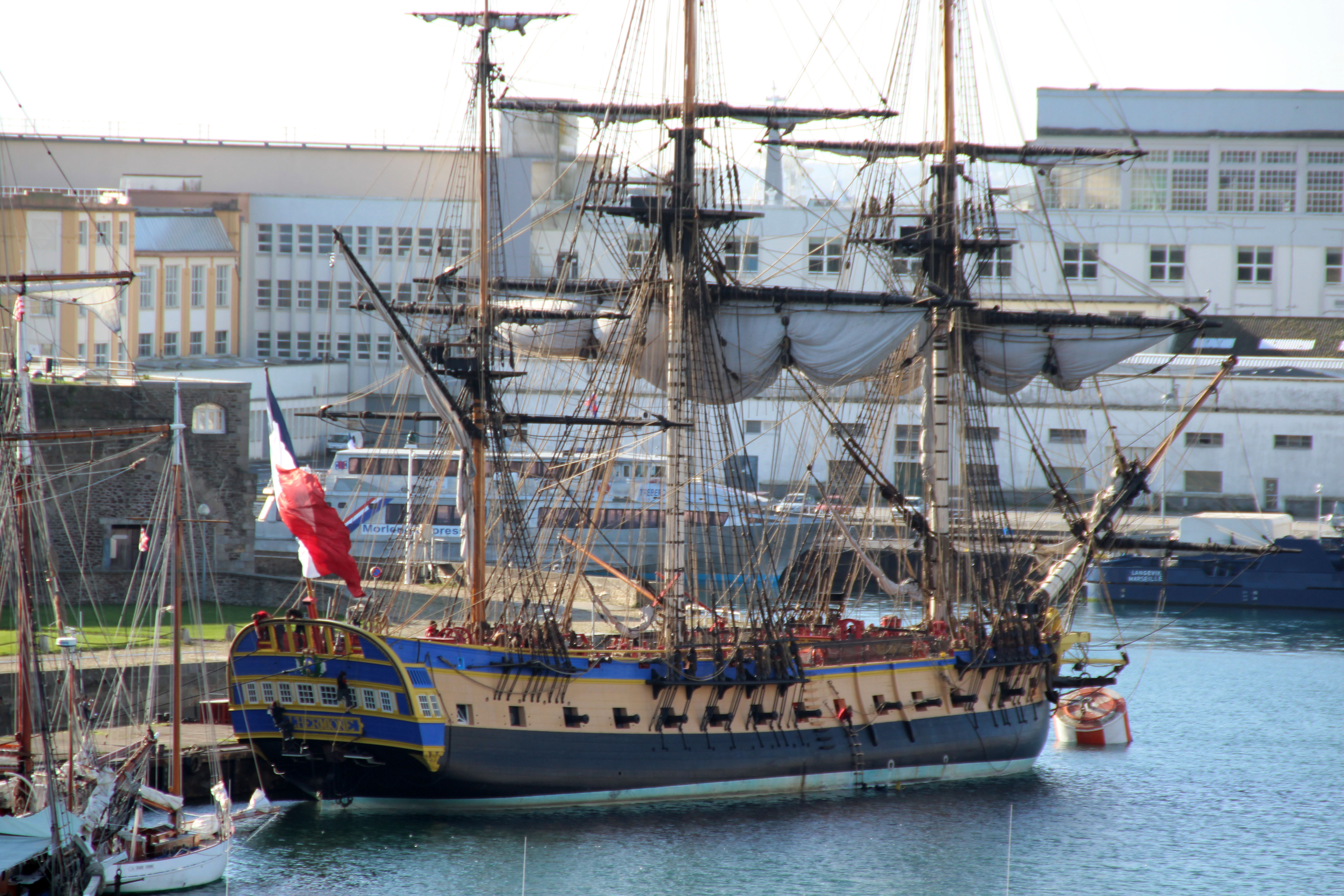
إرميون في ميناء بريست للإستعراض في 1 نوفمبر 2014.

إرميون (بالفرنسية: Hermione) هي سفينة حربية فرنسية من صنع المهندس هنري شوفيار، دخلت الخدمة في 1779 وأنهت عملها في 1783. هي فرقاطة من 12 (مدفع ذو 12 رطل) وتتكون من 34 مدفعاً. هذه الفرقاطة تنتمي لفئة الكونكورد، التي بدأ تصنيعها منذ 1777 في حوض بناء سفن مدينة روشفور في إقليم شارنت ماريتيم في الساحل الغربي الفرنسي.

أشتهرت لنقلها العسكري والأرستقراطي الفرنسي ماركيس دي لافاييت إلى الولايات المتحدة في 1780 ليشارك في الثورة الأمريكية واستقلال بلادهم.

هي ثاني فرقاطة تحمل اسم هرميون الميثولوجي، ولكن ينطق بالفرنسية إرميون. سفينة إرميون ثالثة أنشأت تحت الإمبراطورية الفرنسية الأولى في حوض بناء سفن لوریان من قبل شركة عائلة كروسي.

بداية من 1997، بُدِأ في إنشاء نسخة مطابقة من السفينة بكل تفاصيلها في مدينة روشفور. واكتملت في 7 سبتمبر 2014 وجرى إطلاقها وتجربتها يومها.

في 18 أبريل 2015، إنطلقت السفينة في حفل بُثَّ على الهواء وبحضور عدة مسؤولين فرنسيين وعلى رأسهم الرئيس فرانسوا أولاند في اتجاه الولايات المتحدة حيث ستبقى 6 أسابيع في البحر. على متنها 80 بحاراً منهم 4 من البحرية الفرنسية التي بعثت سفينة حربية مرافقة لها عند الإطلاق فقط.
وصلت إلى مدينة يوركتاون في فرجينيا في 5 يونيو 2015 قبل أن تقف في بالتيمور، أنابوليس، فيلادلفيا، نيوبورت، بوسطن ومدن أخرى. انتهت الرحلة في 4 يوليو في يوم الاستقلال الأمريكي تحت تمثال الحرية في نيويورك وذلك تخليدا للمشاركة الفرنسية في الثورة الأمريكية وذلك بعد 236 سنة.

## صور عملية إعادة البناء

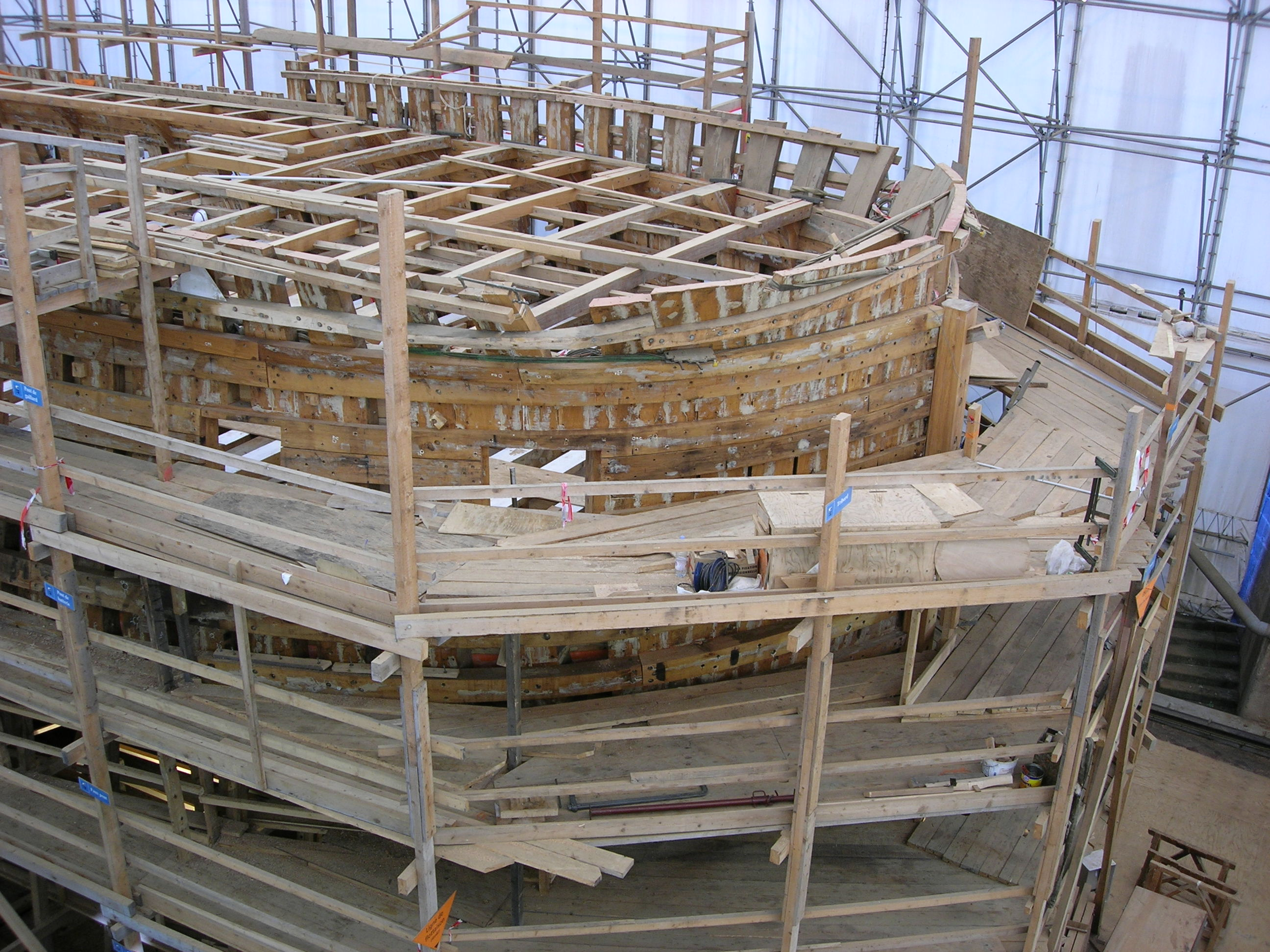
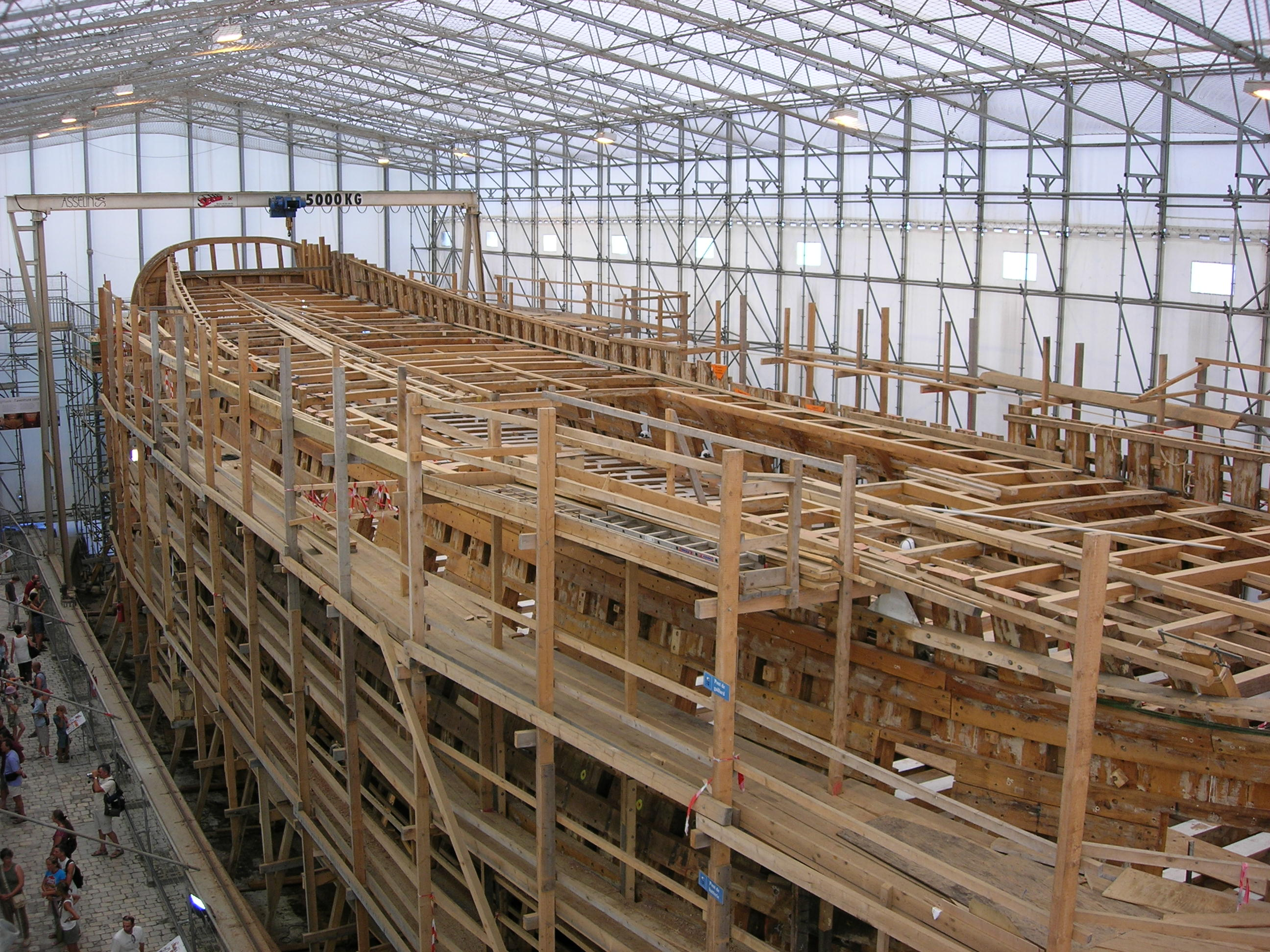
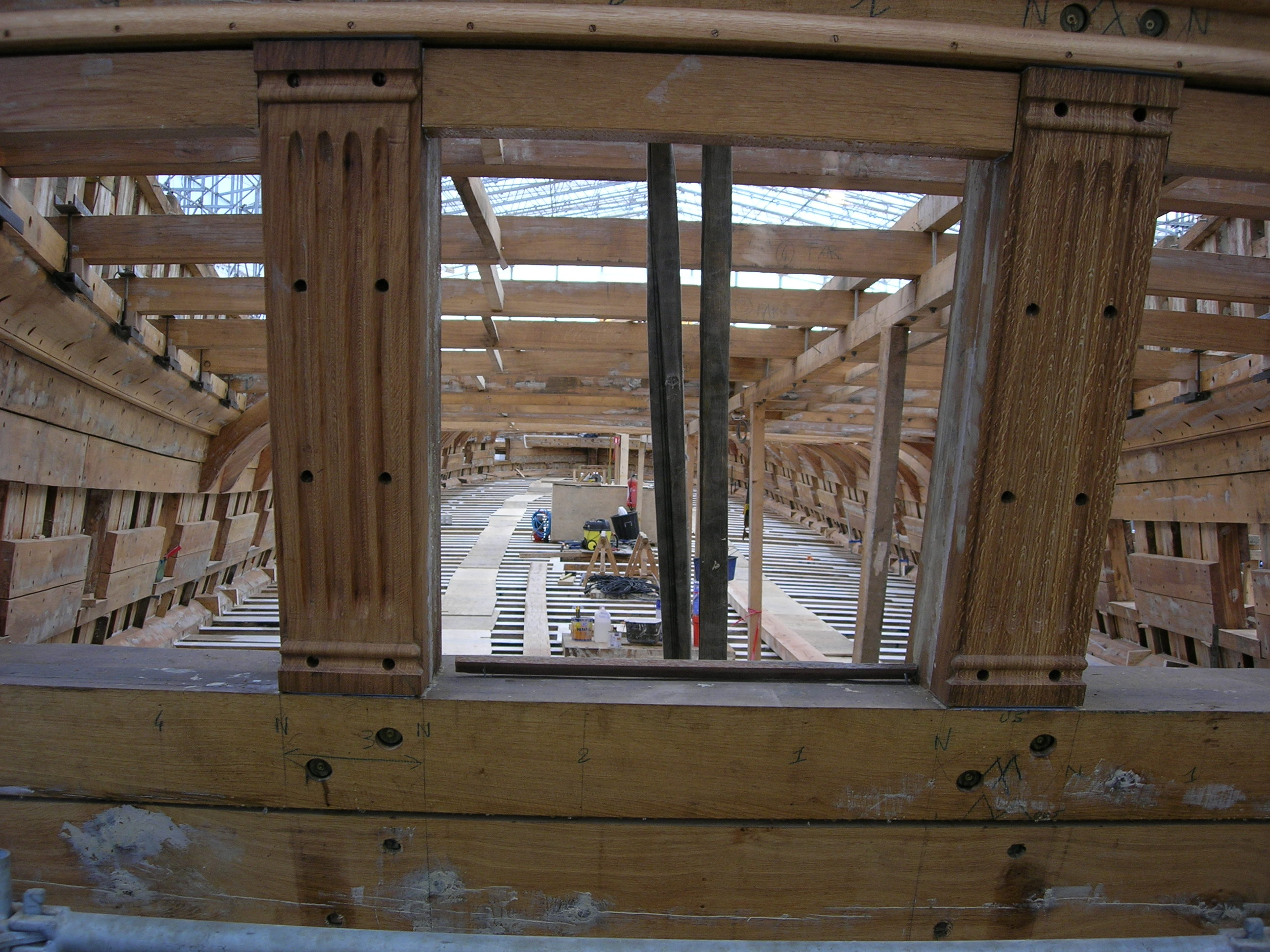
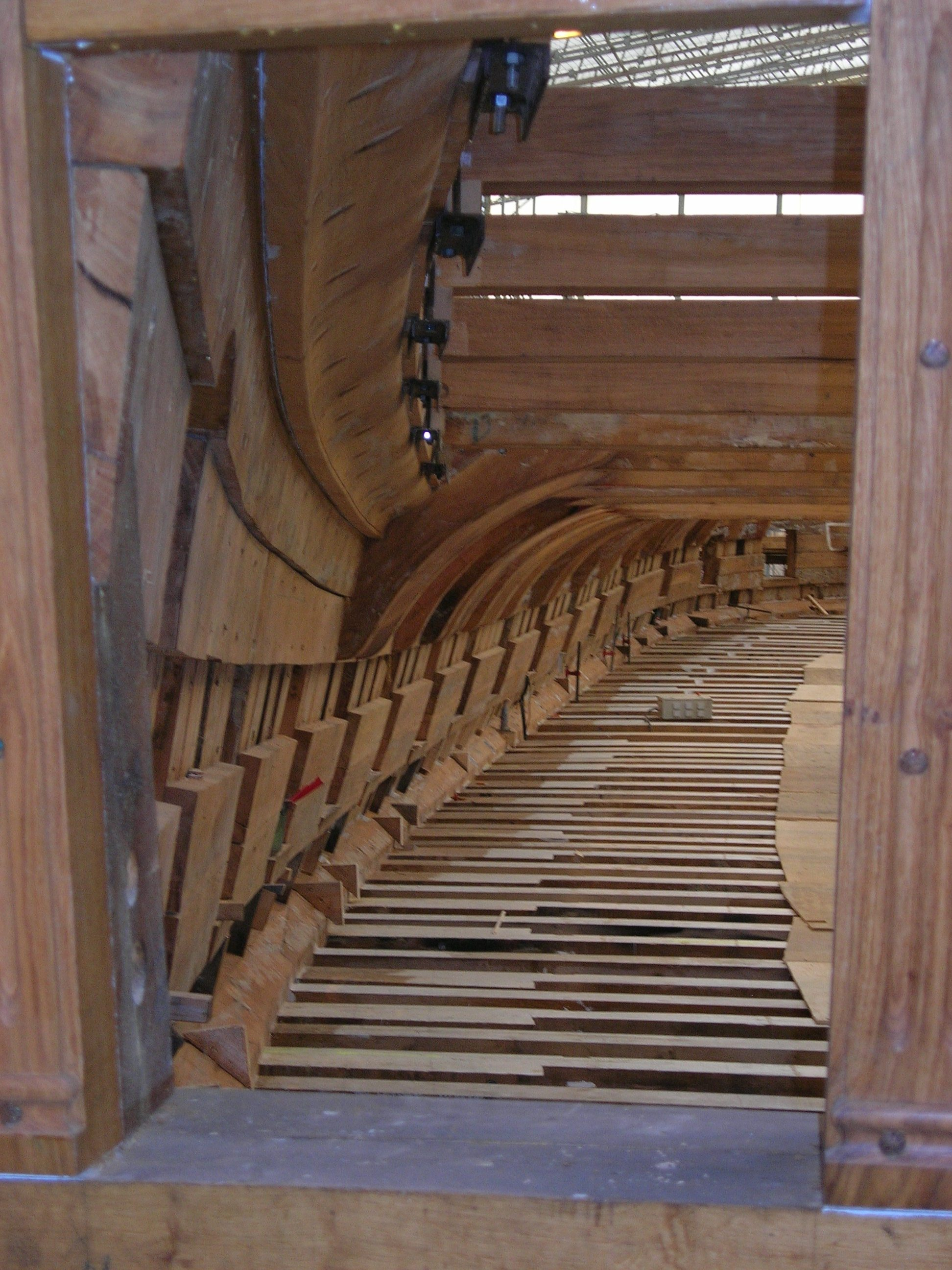
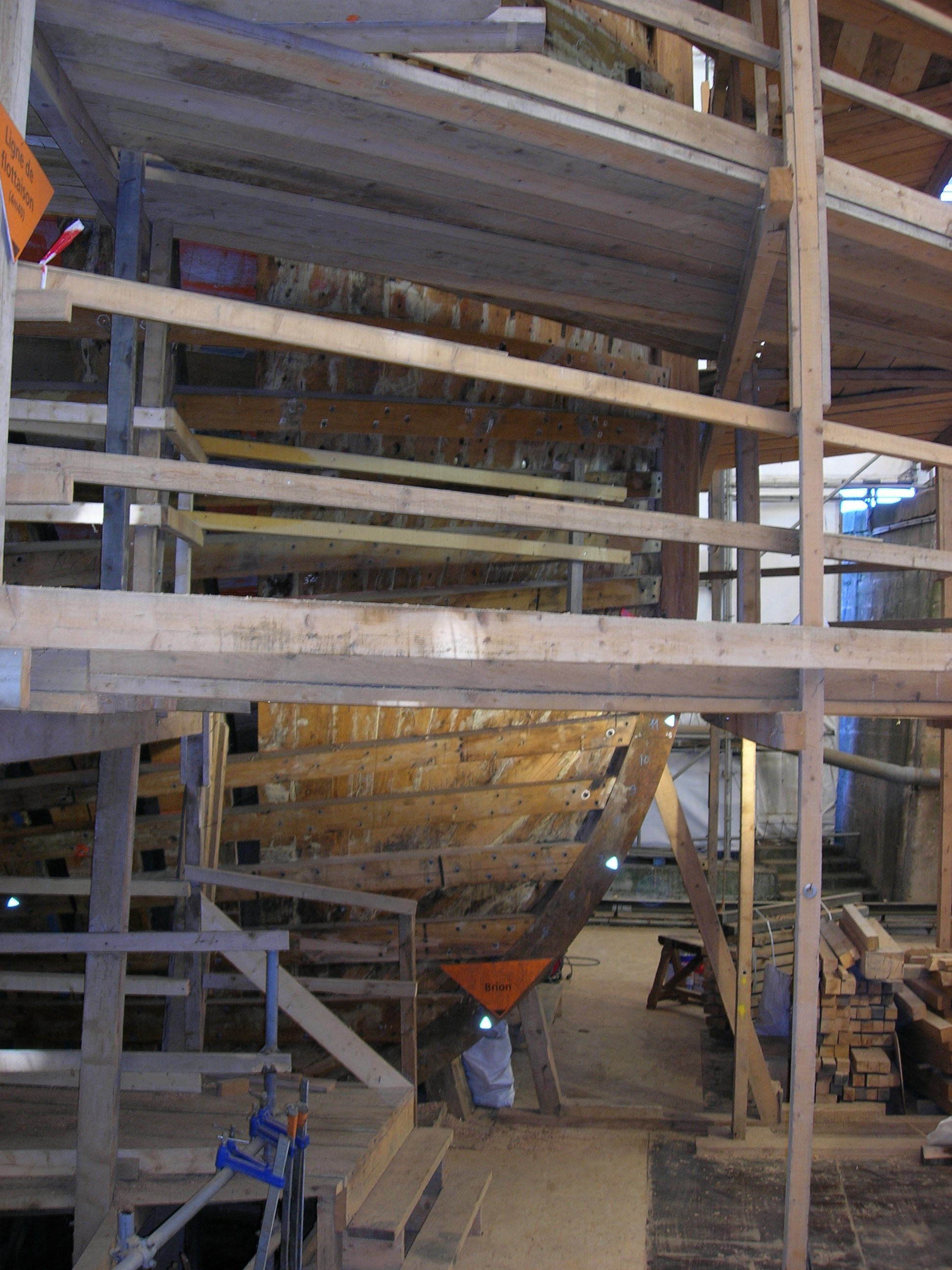
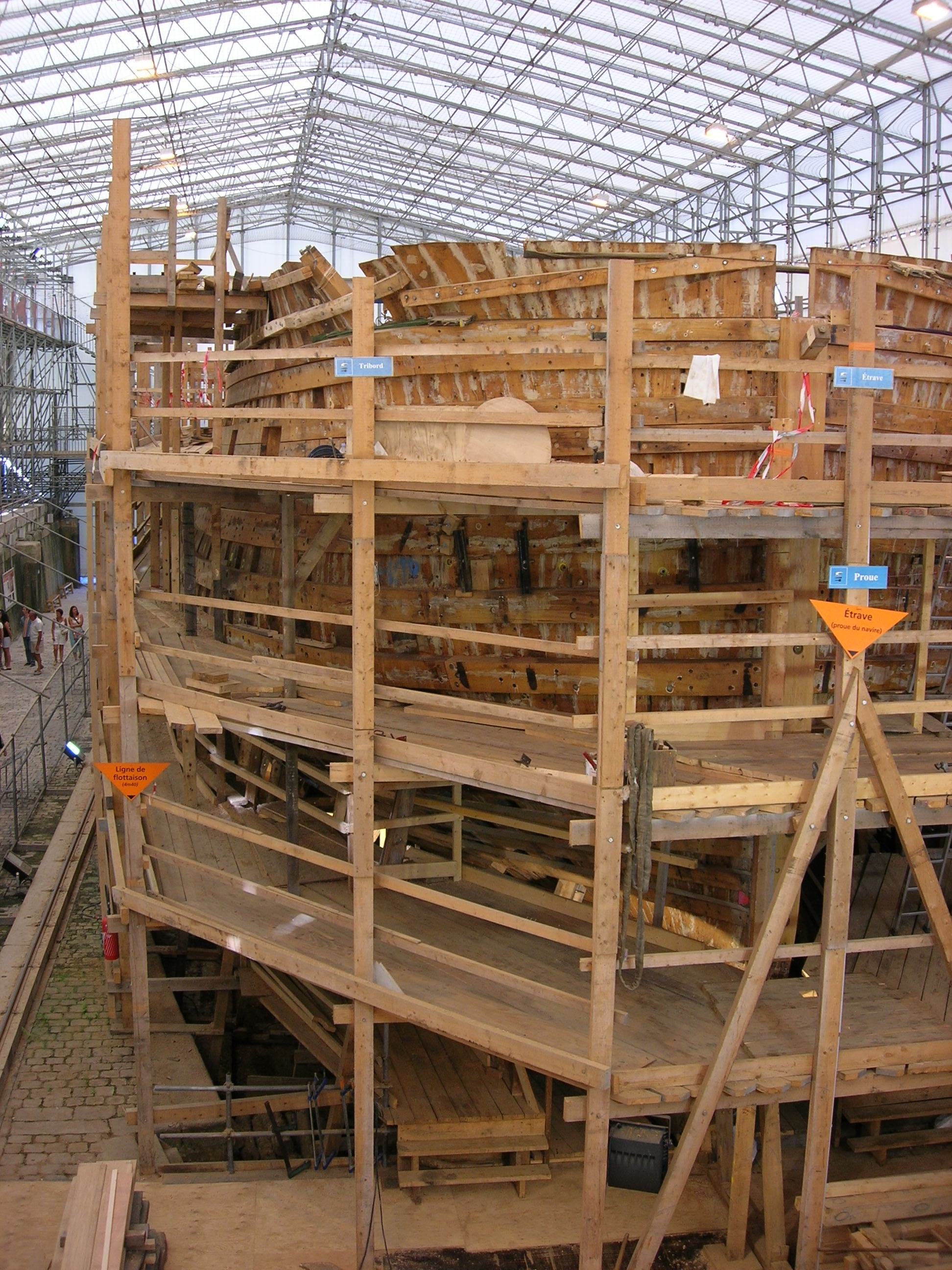

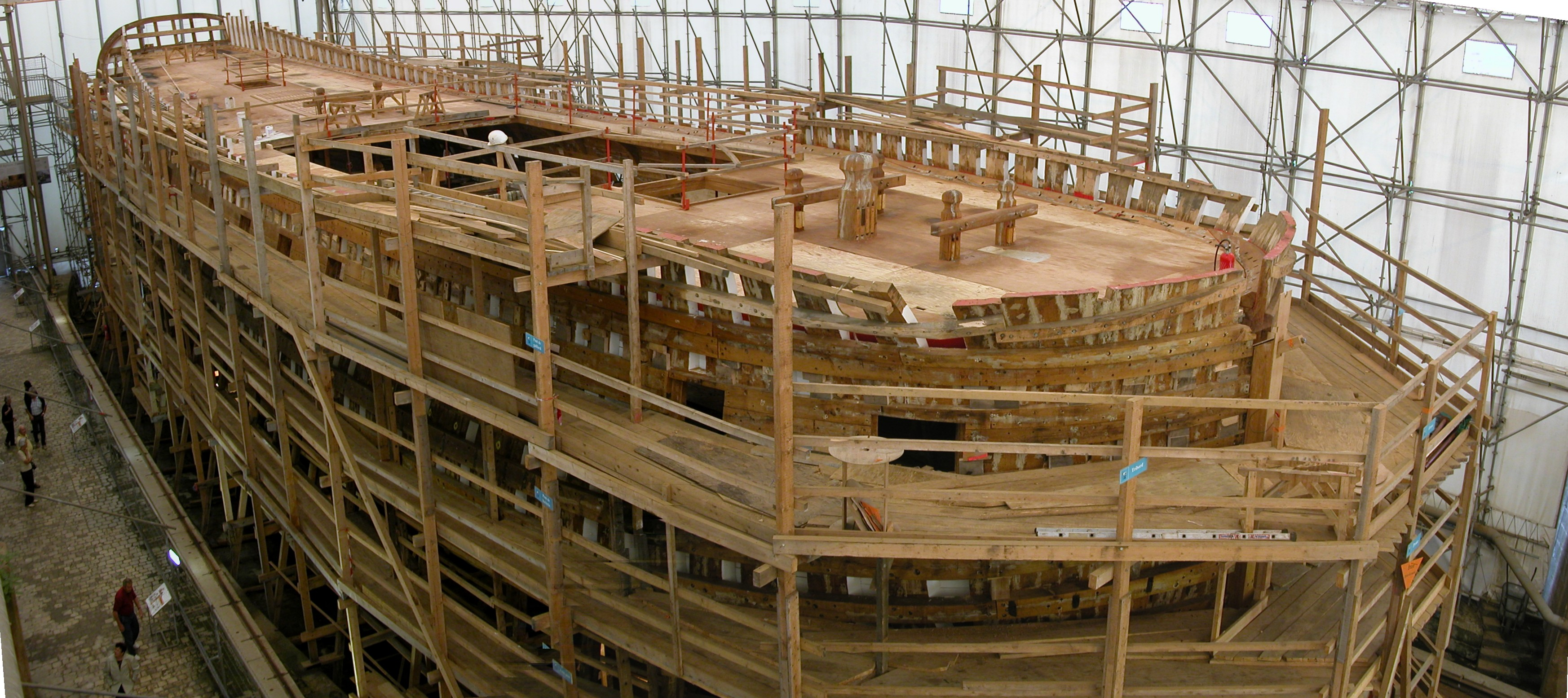
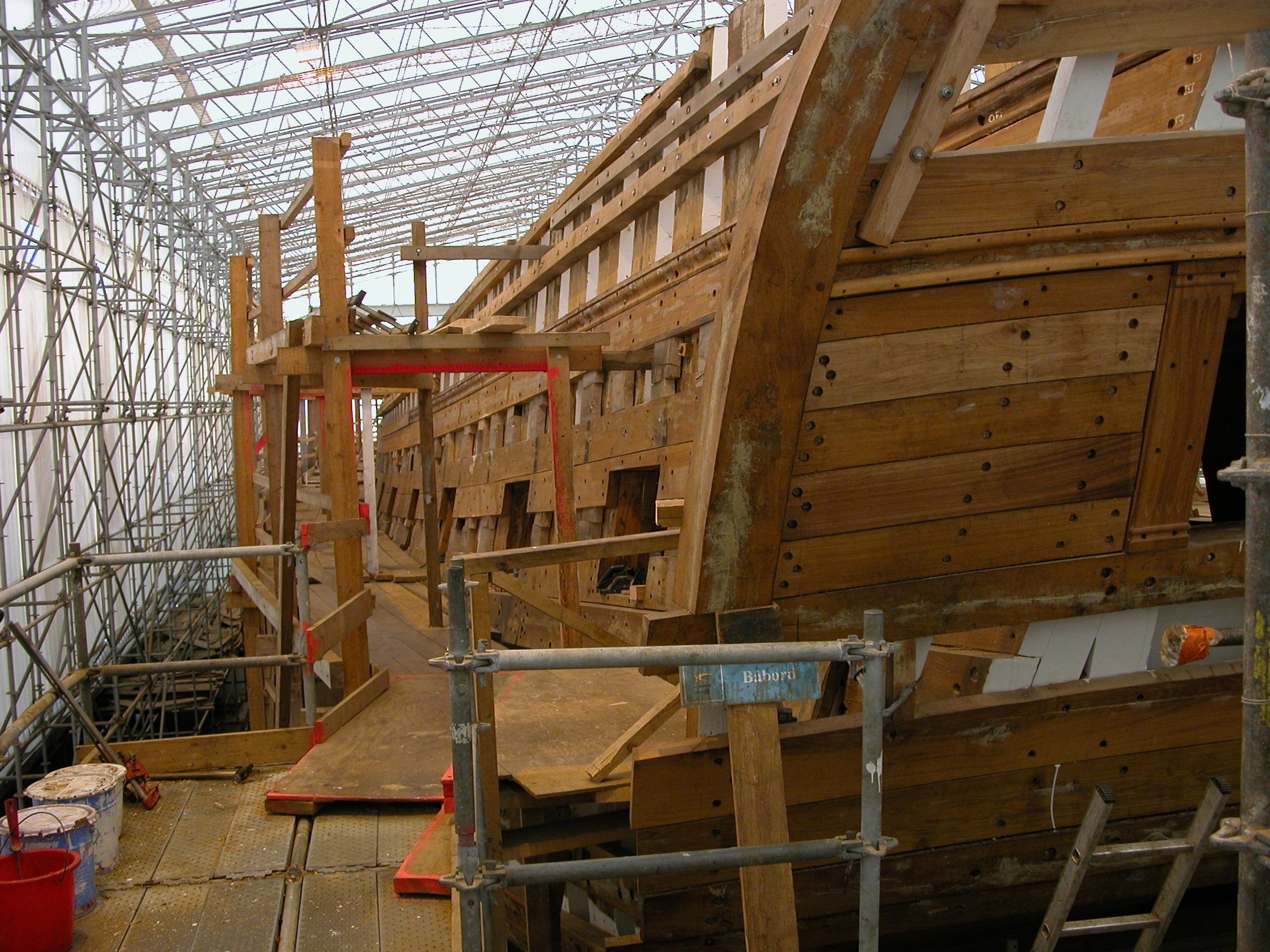
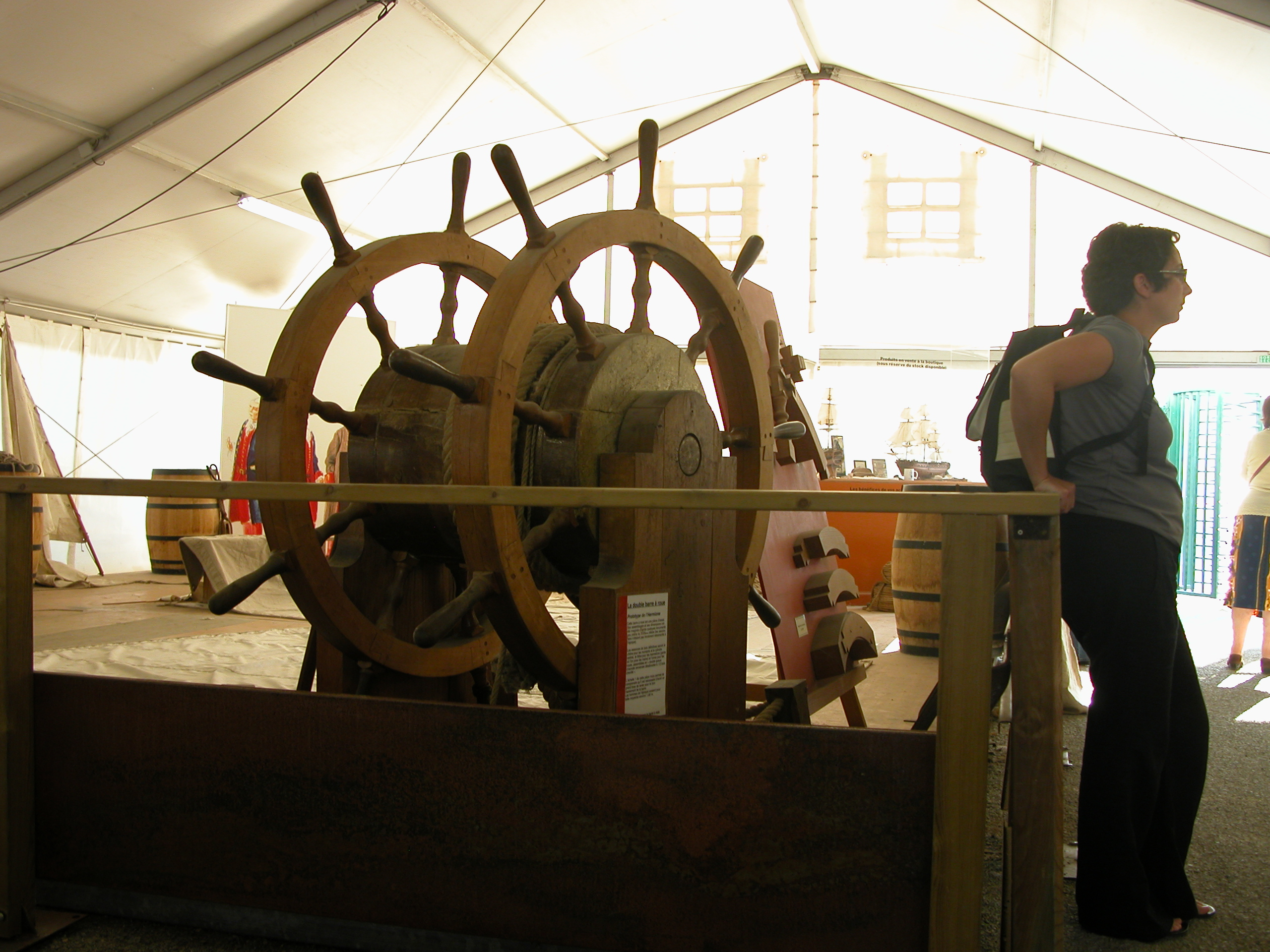
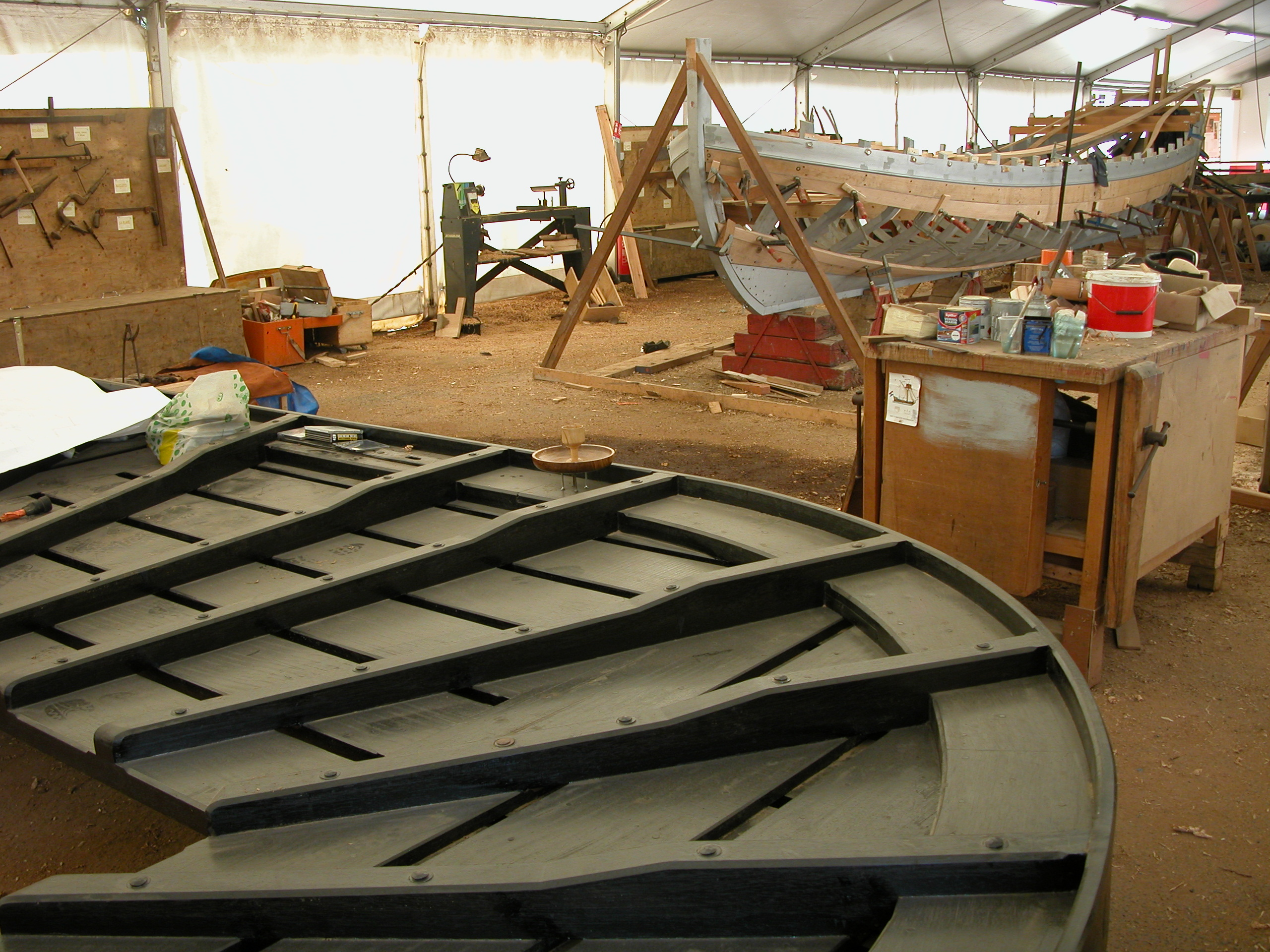
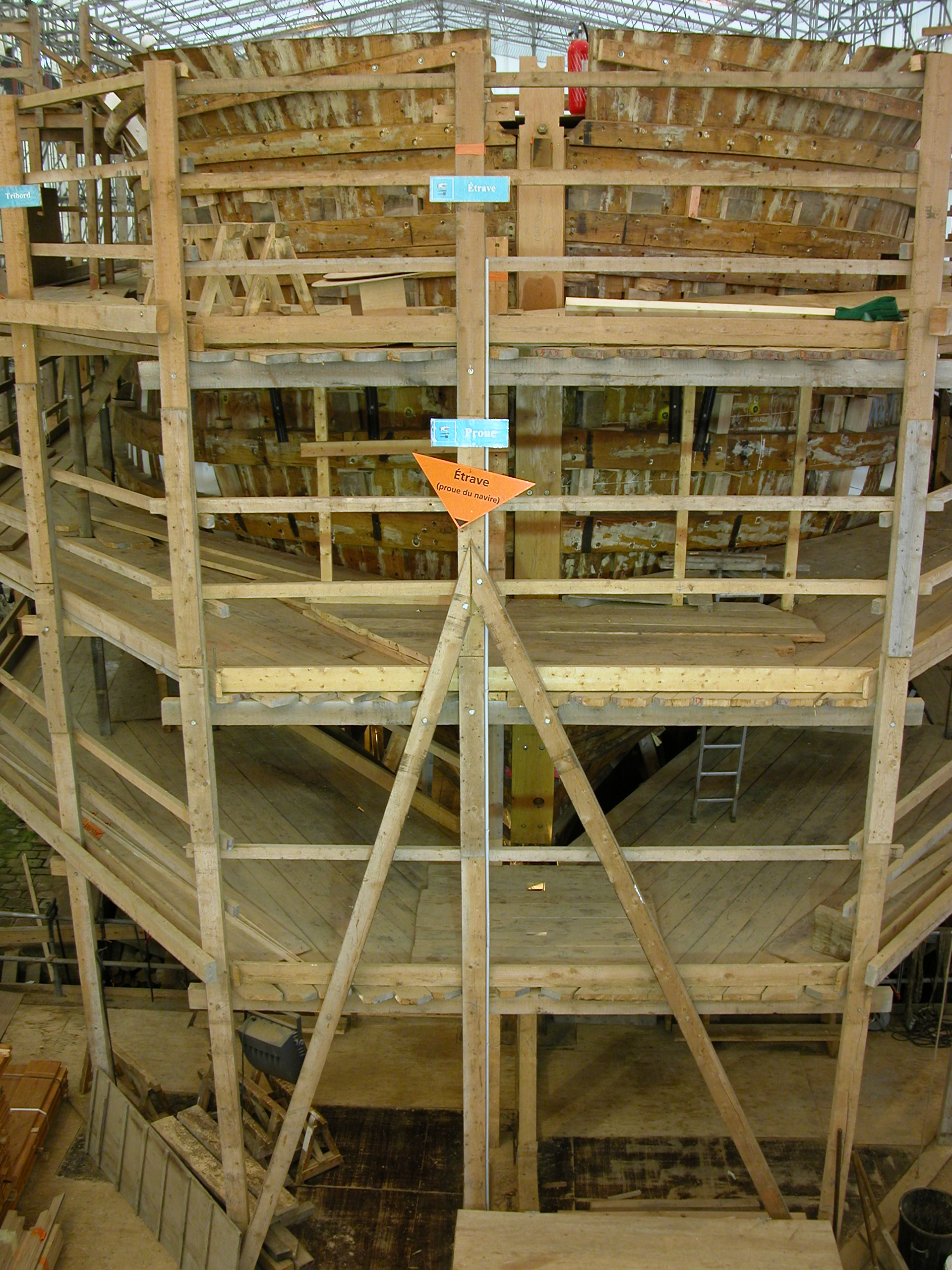
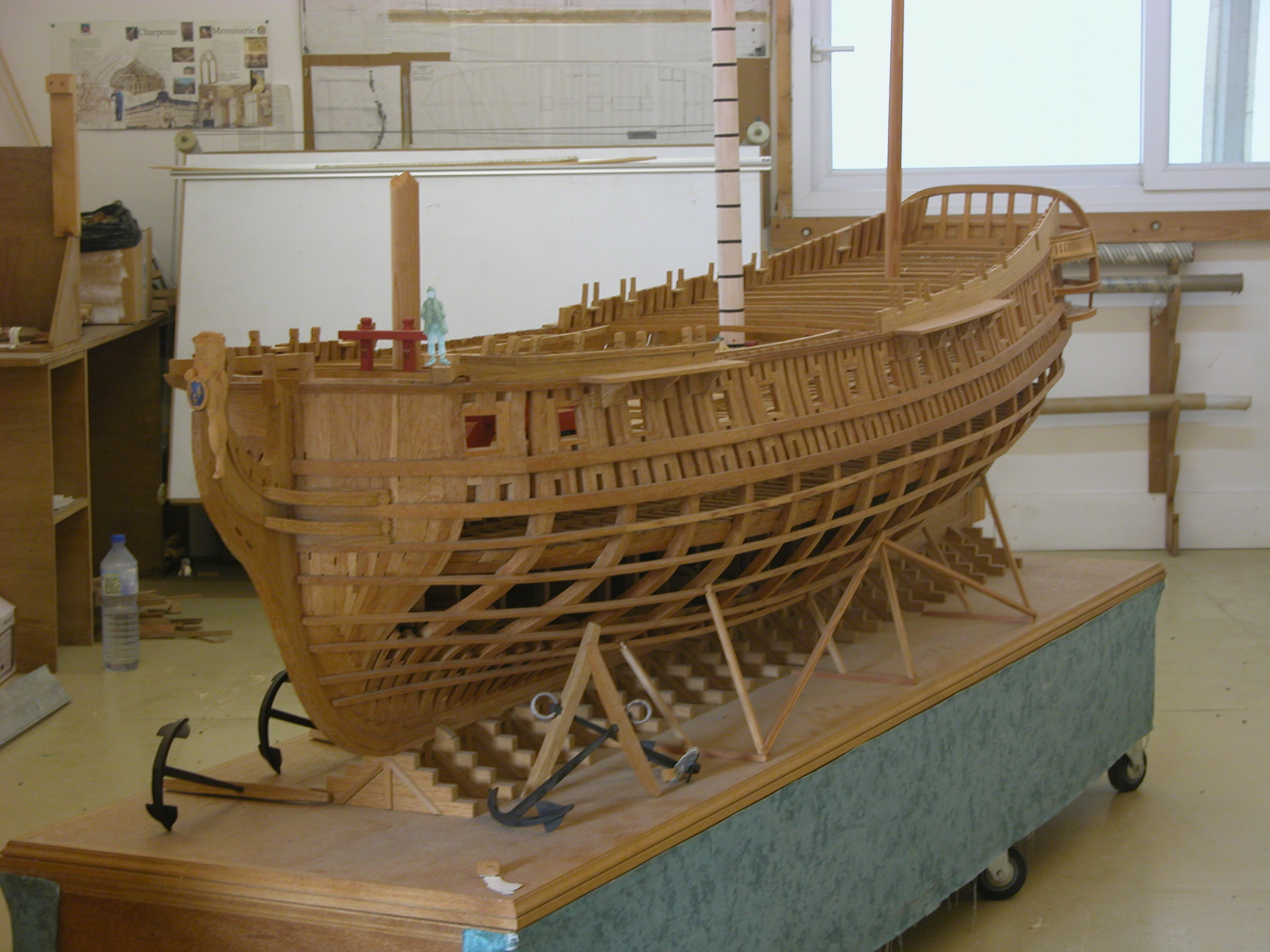

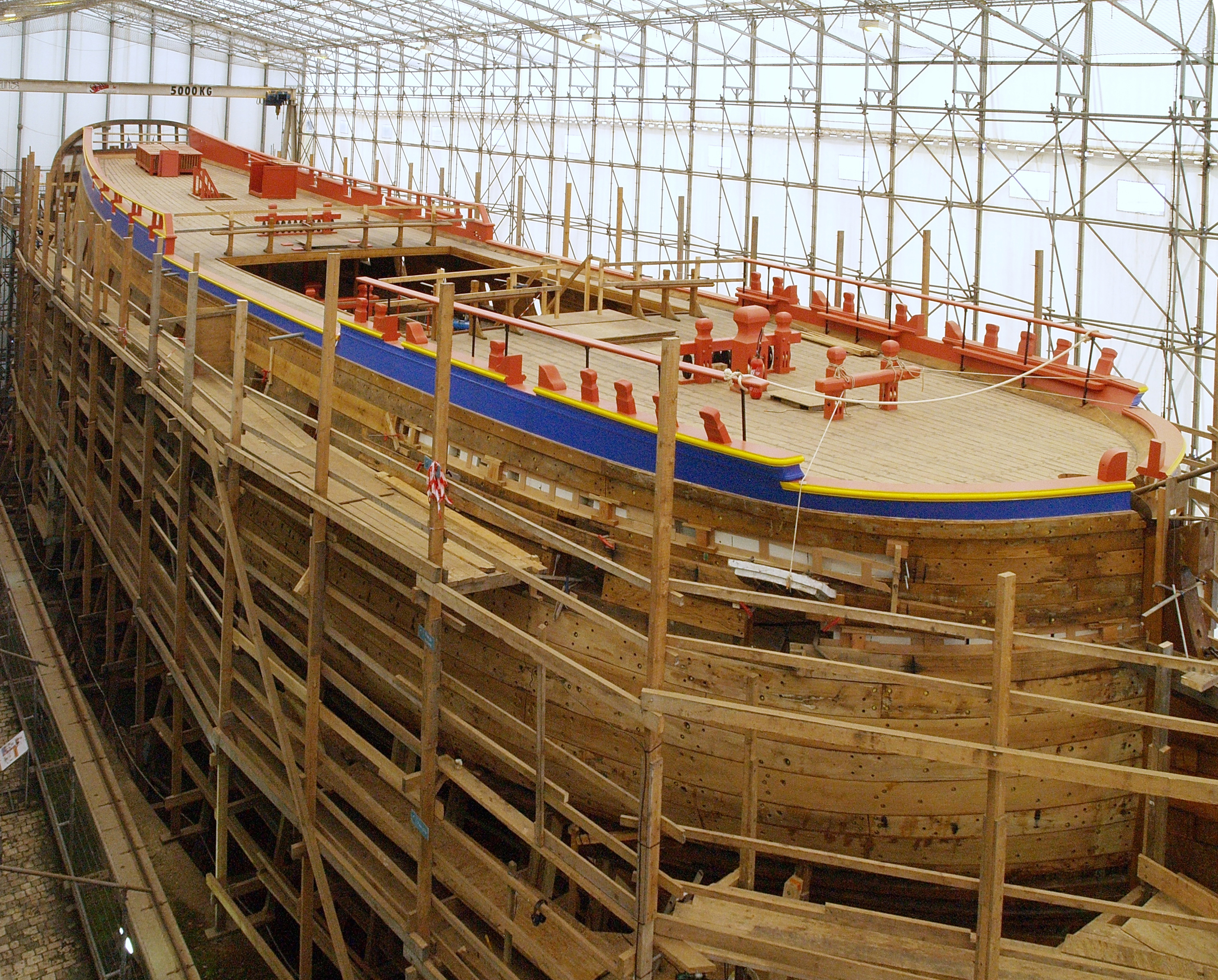
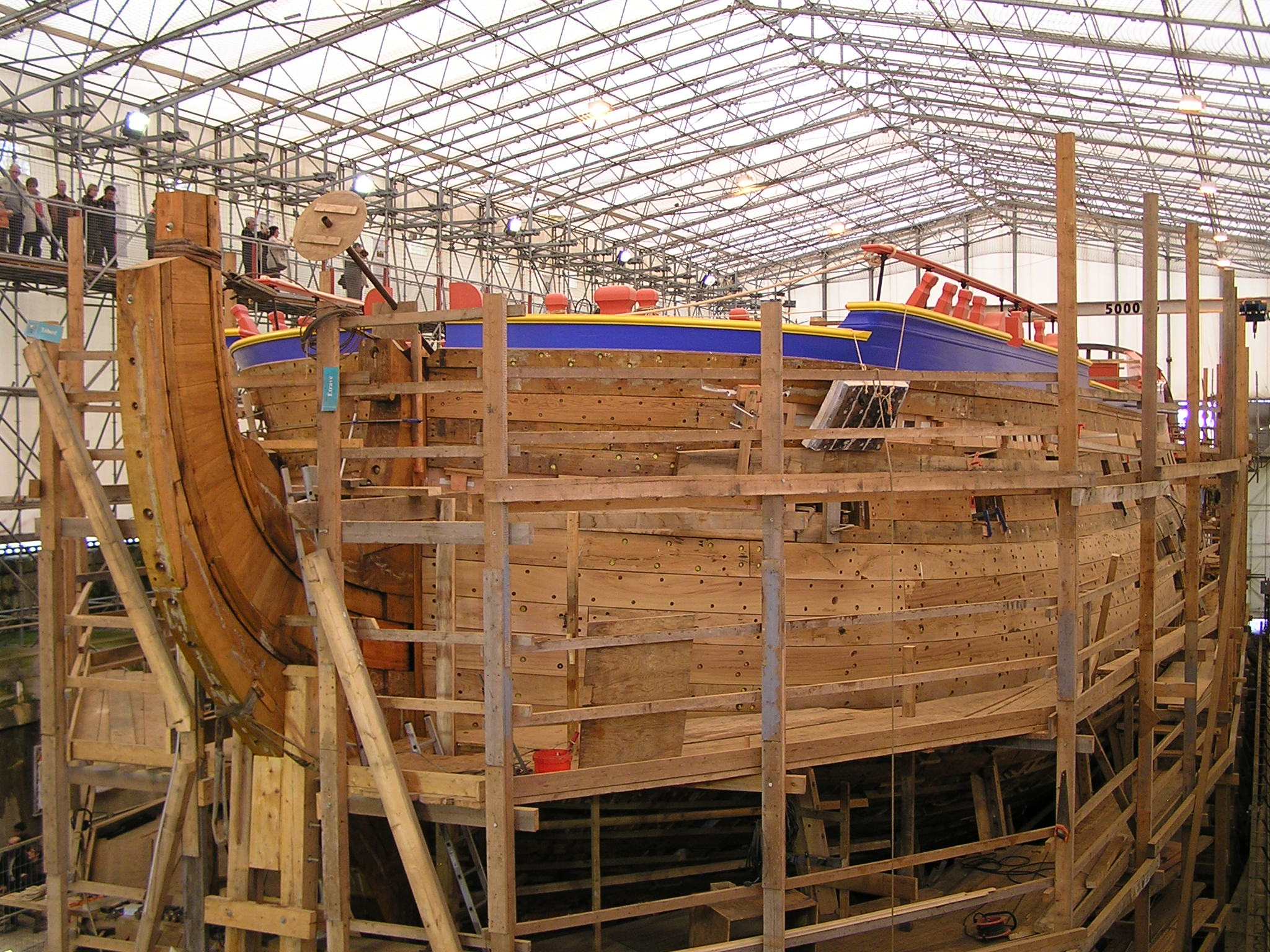
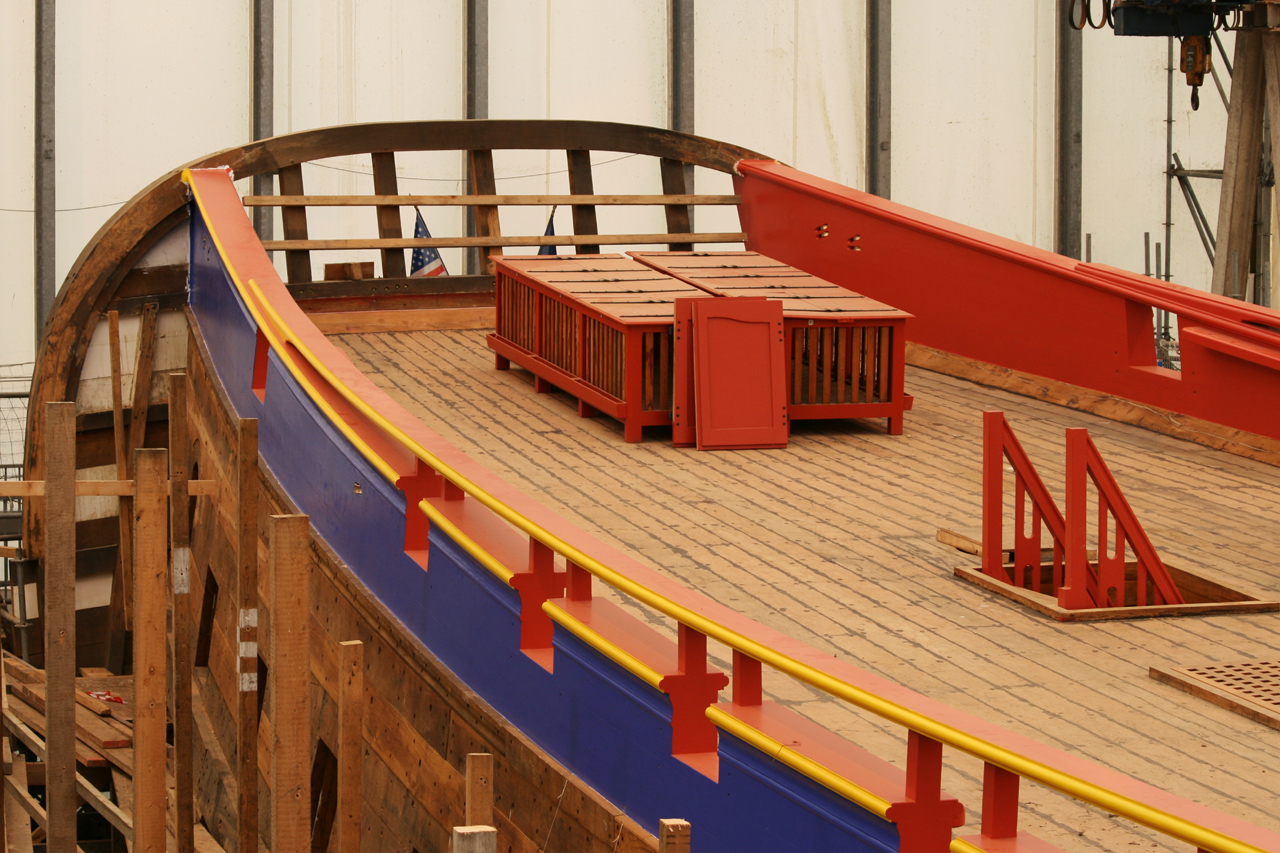
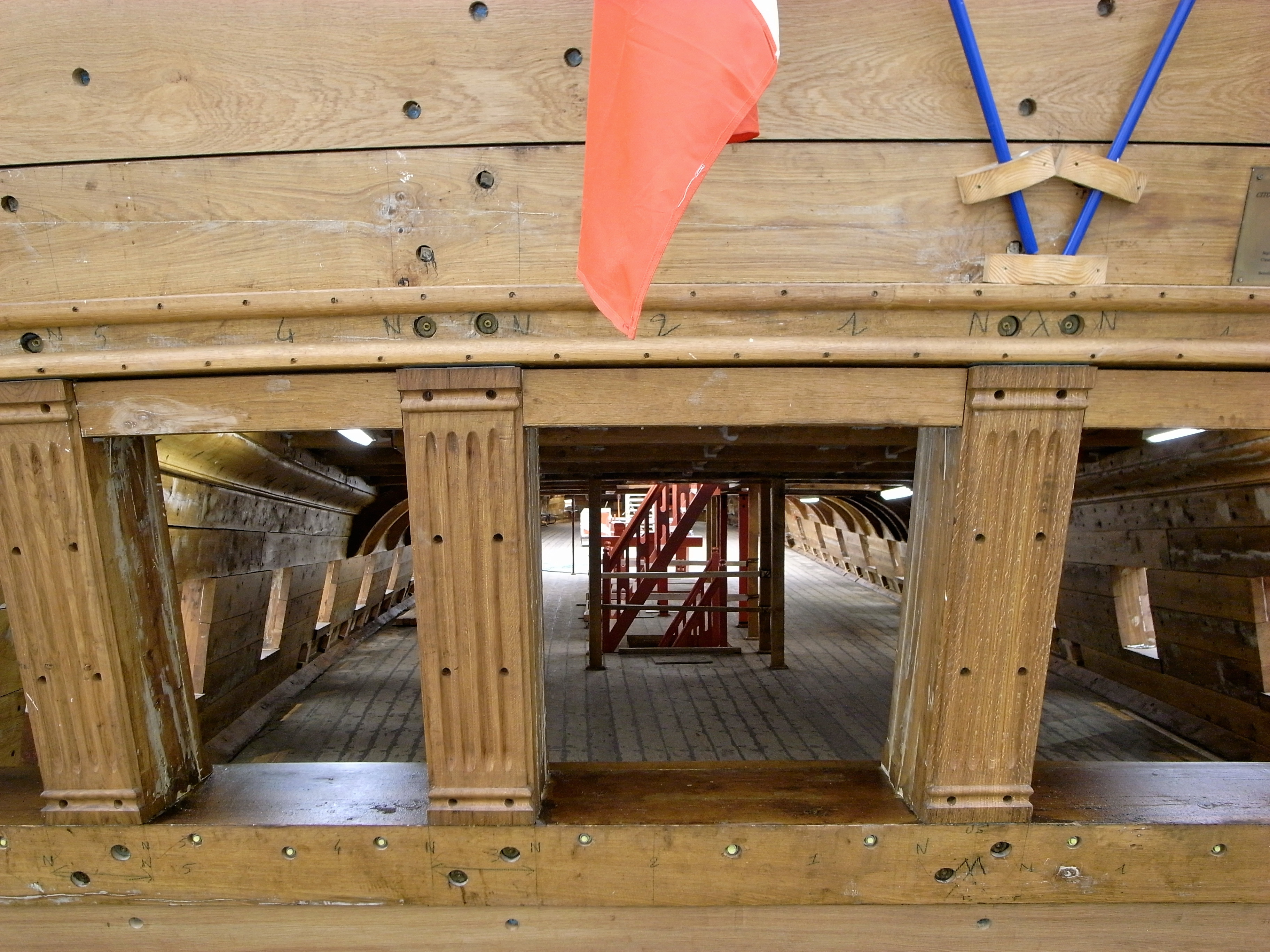

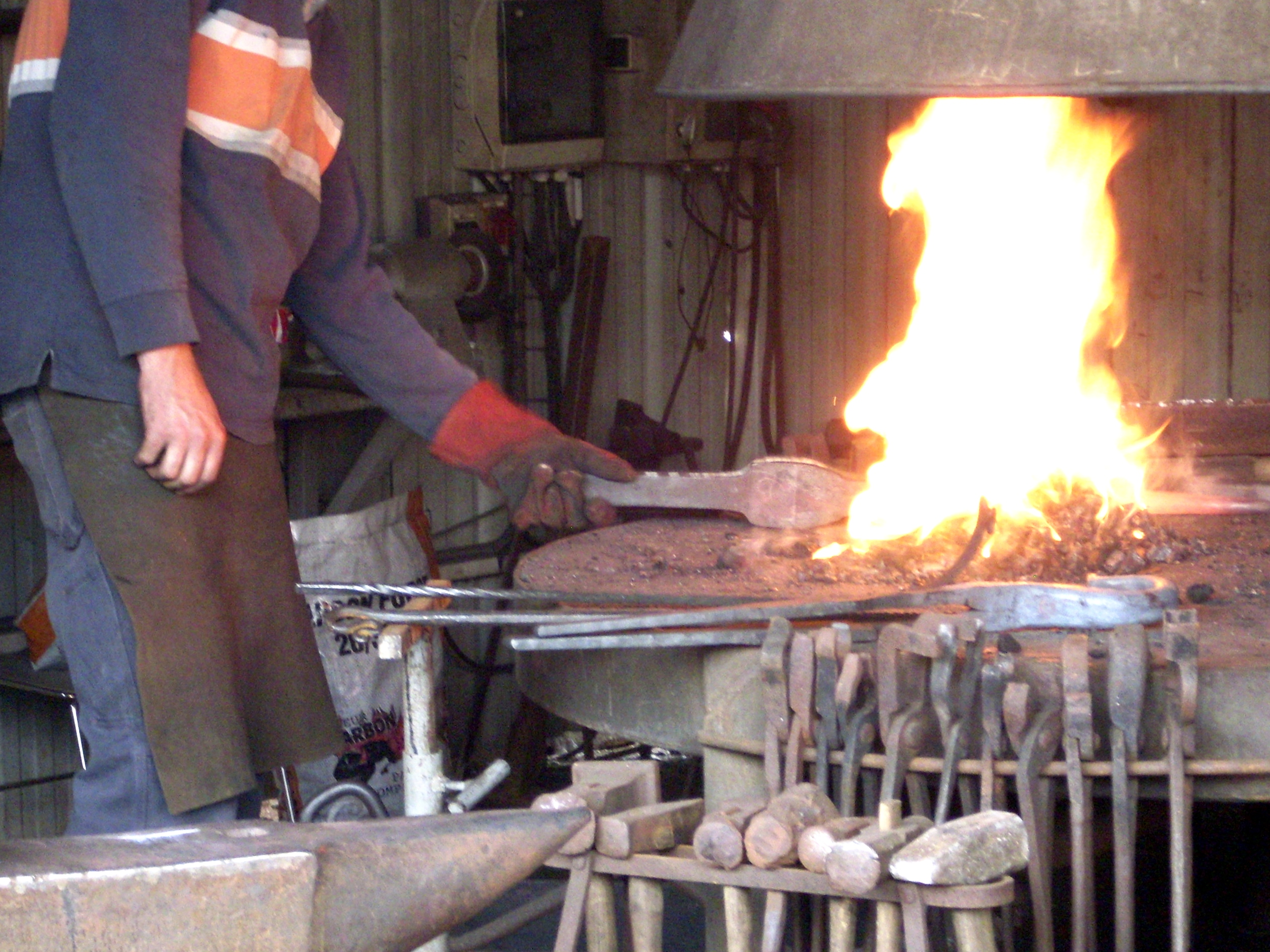
جزء الحدادة.
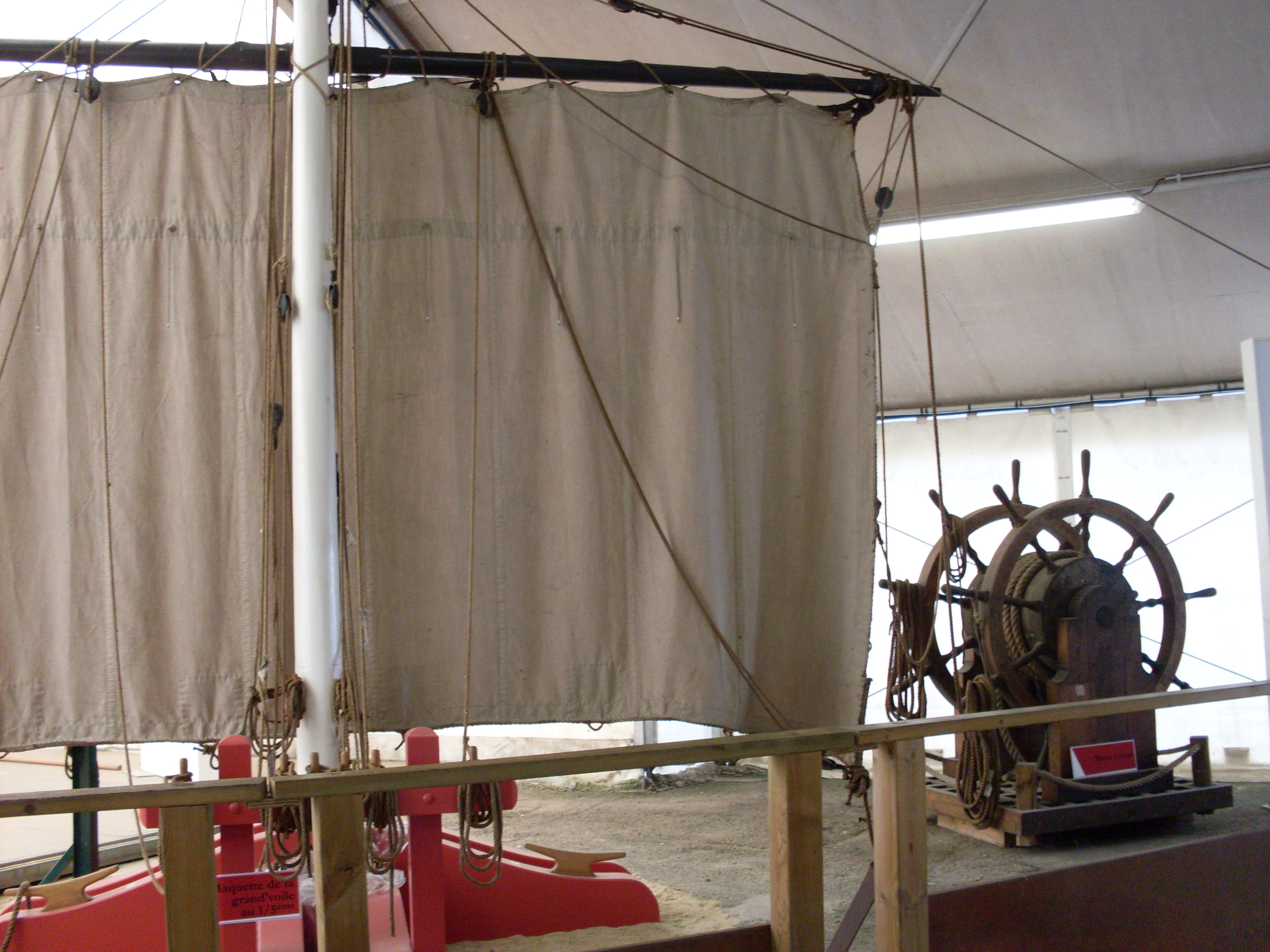
الأشرعة.
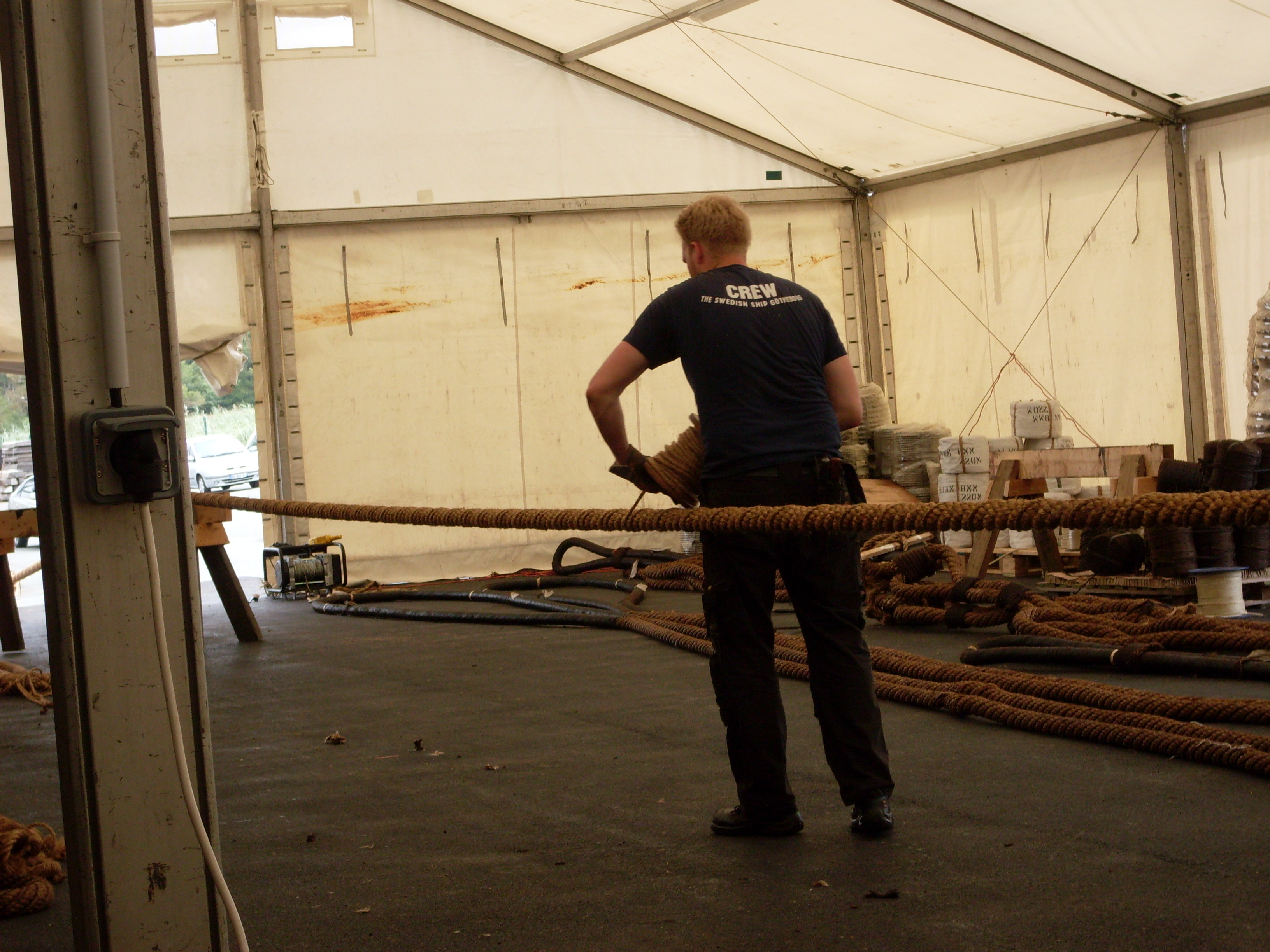
تحضير الحبال.
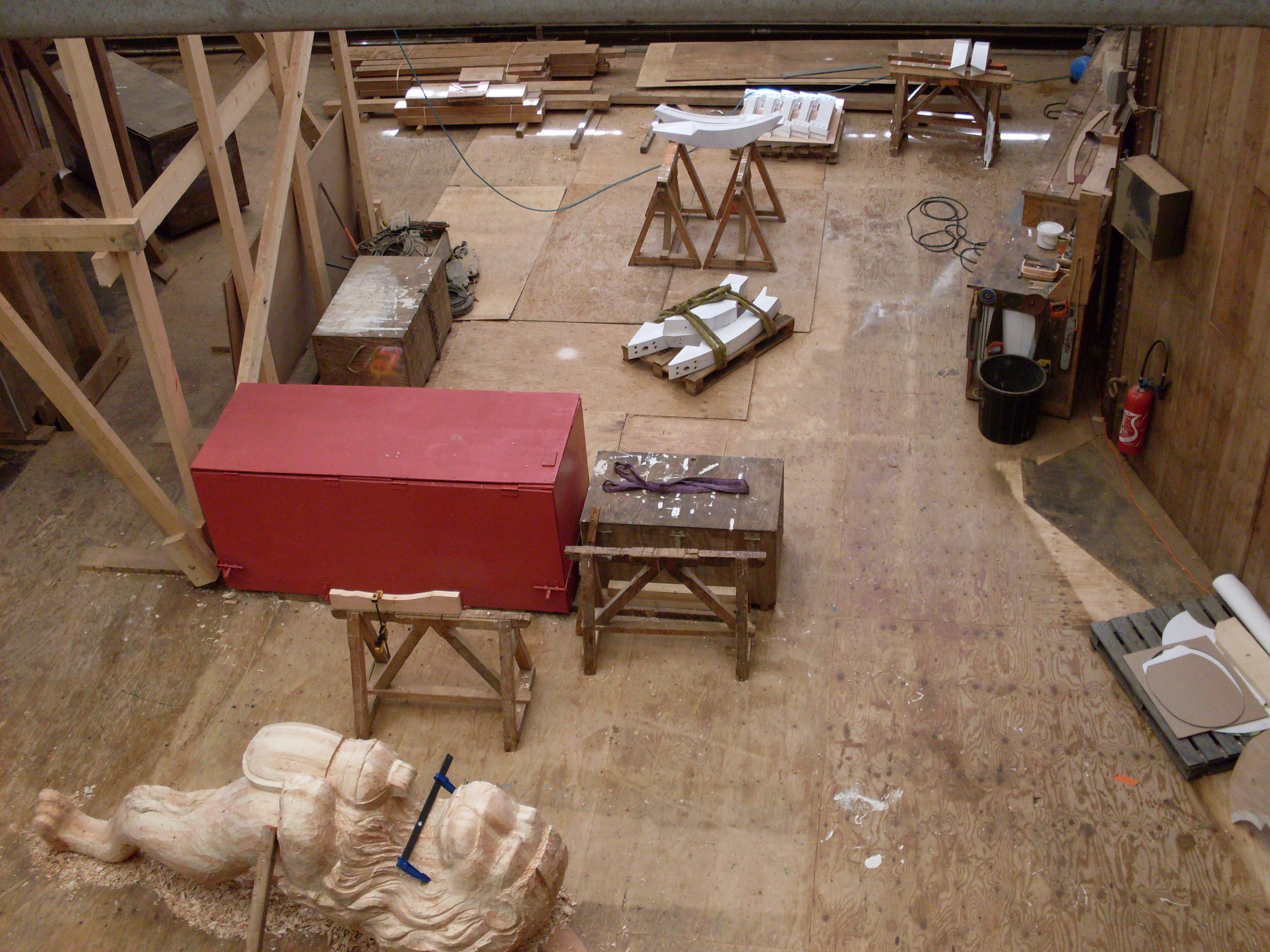
تحضير تمثال رأس السفينة.
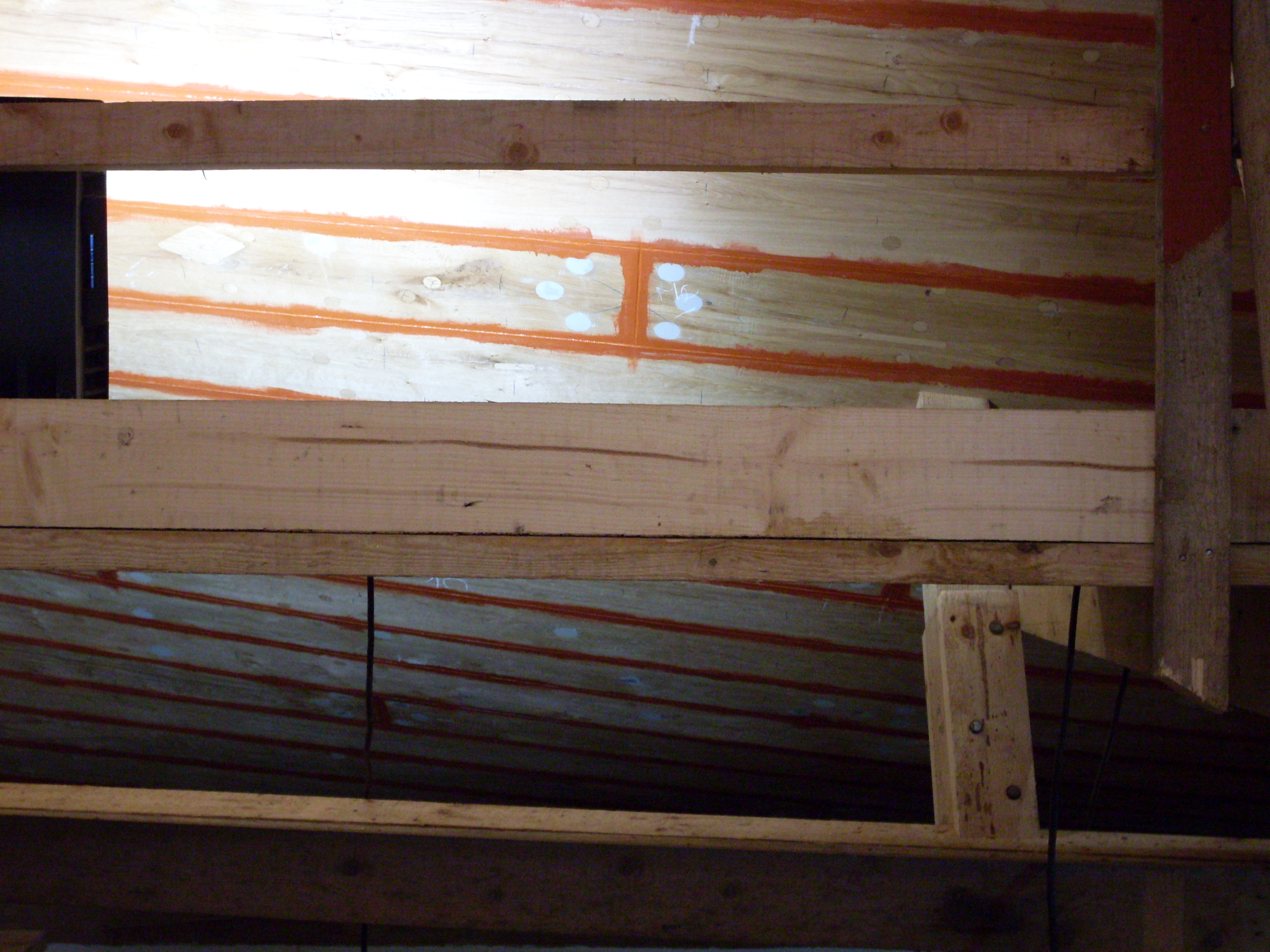
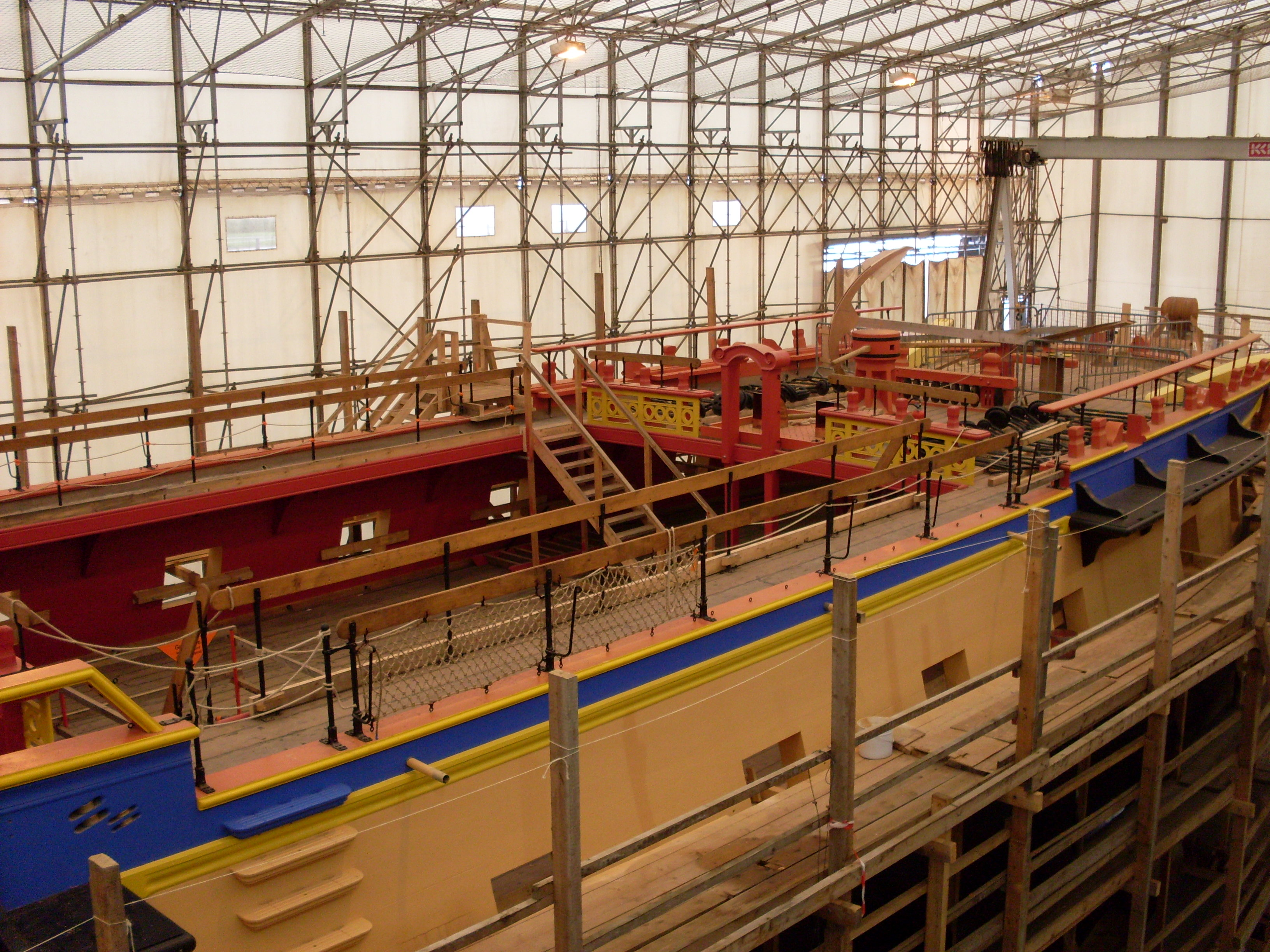
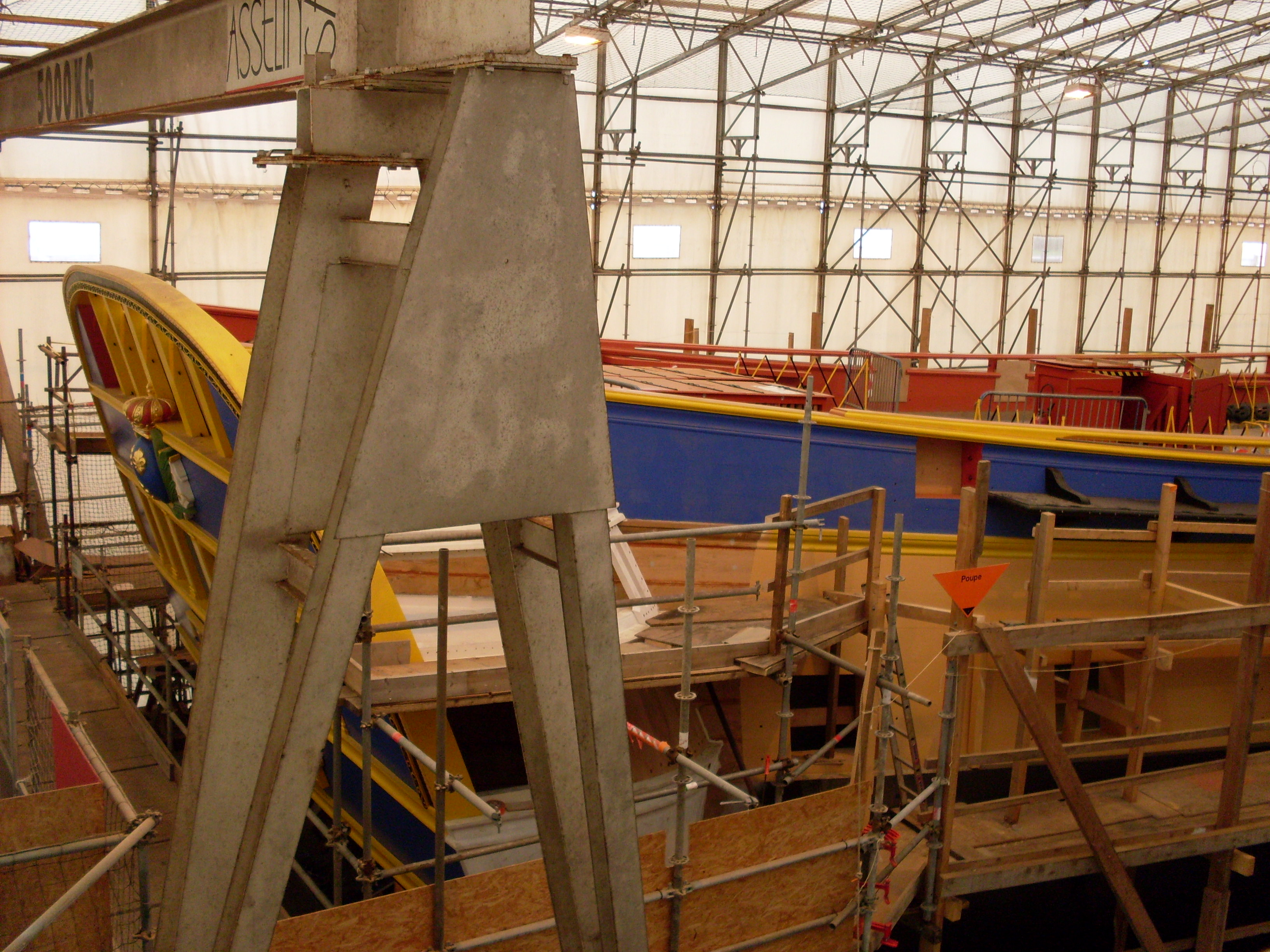
مؤخرة السفينة.
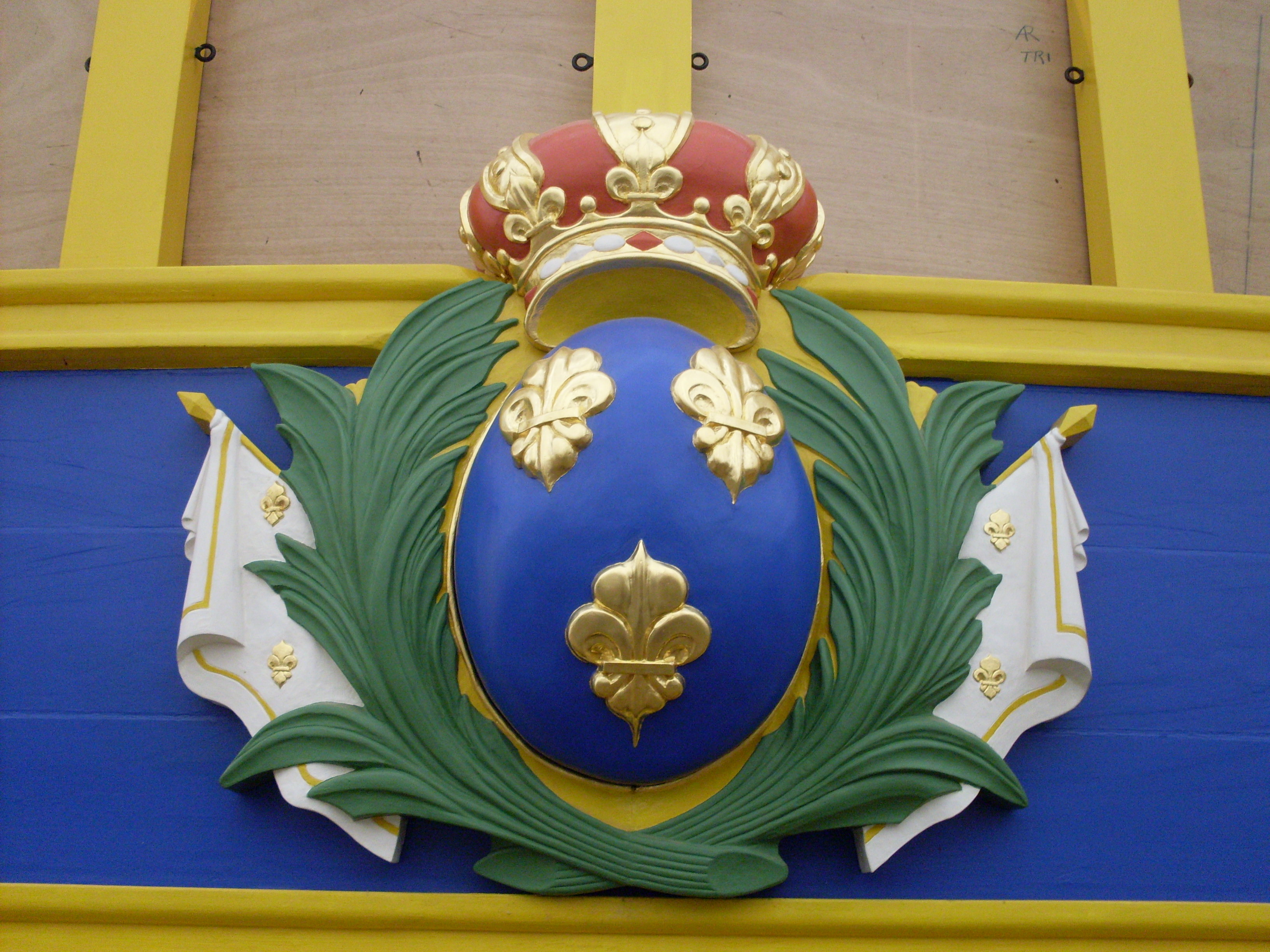
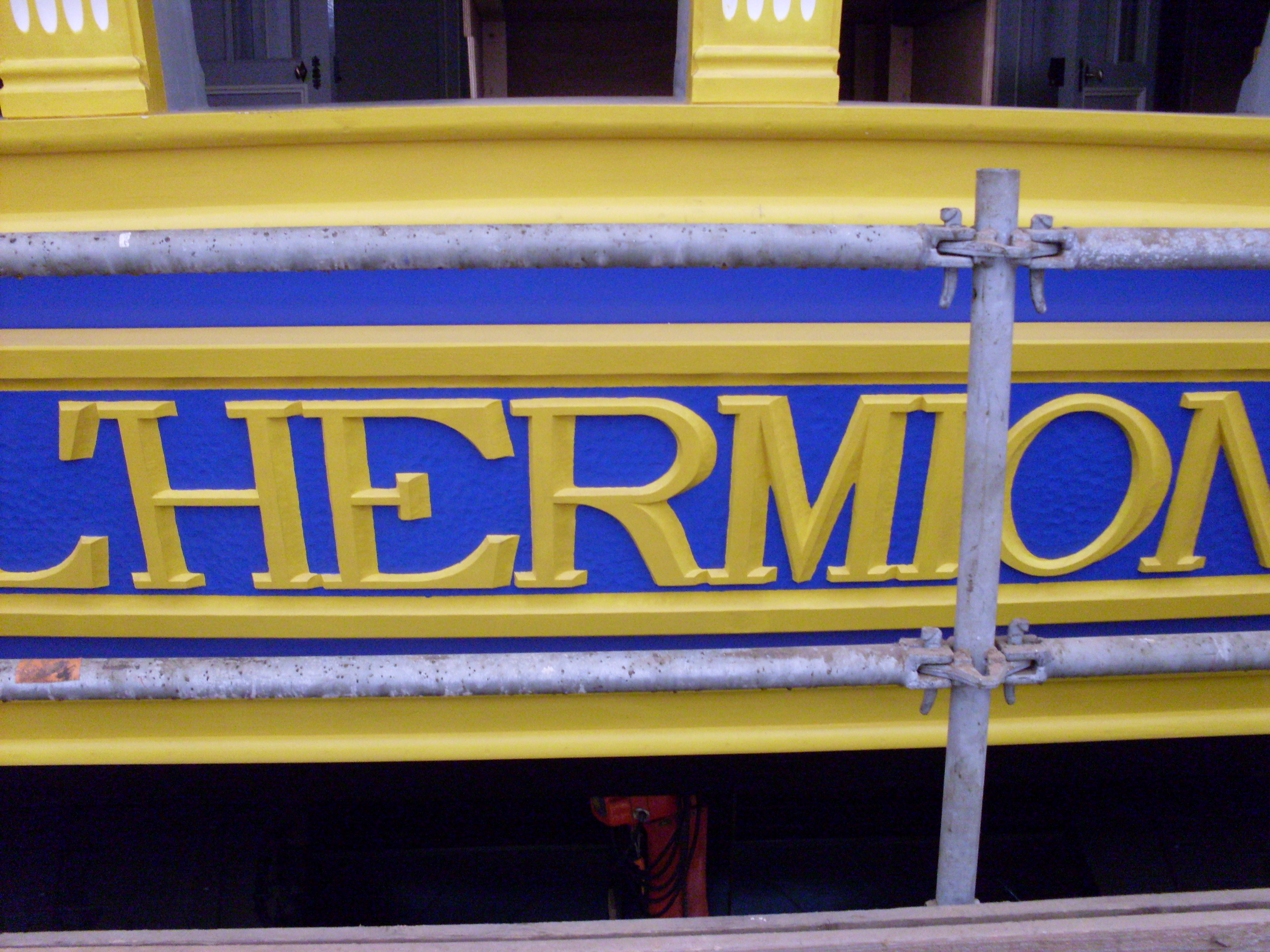
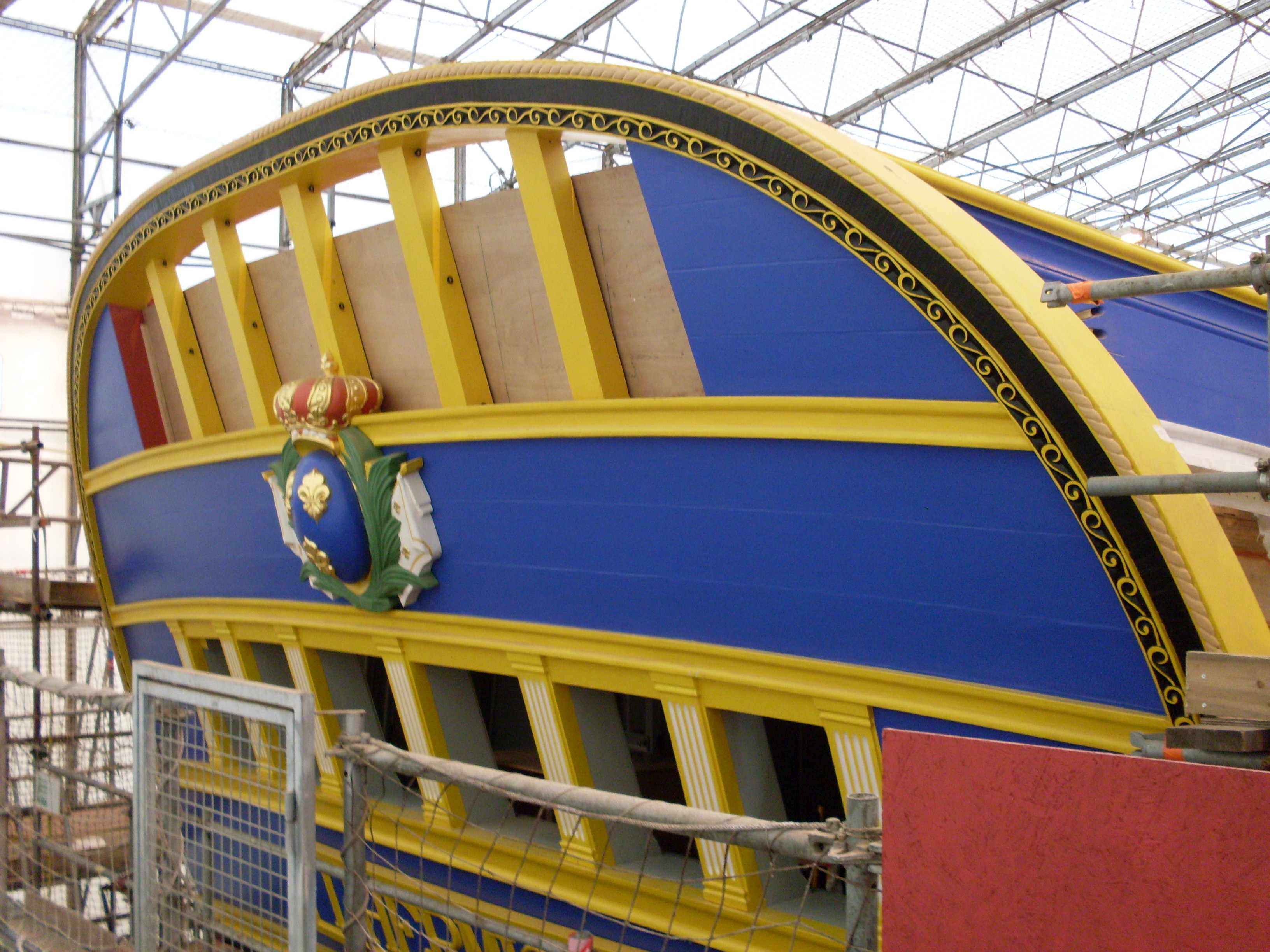

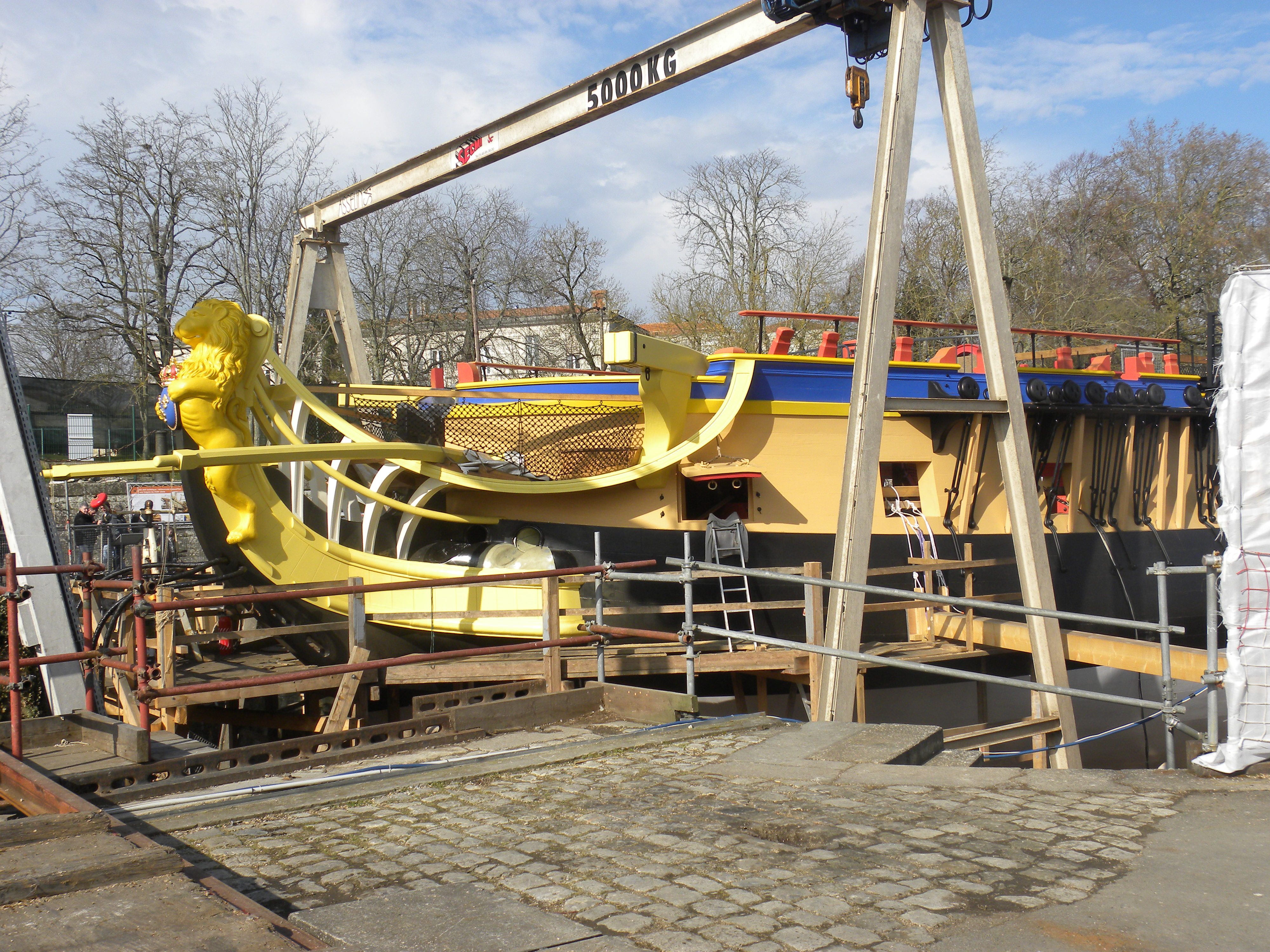
تمثال رأس السفينة.
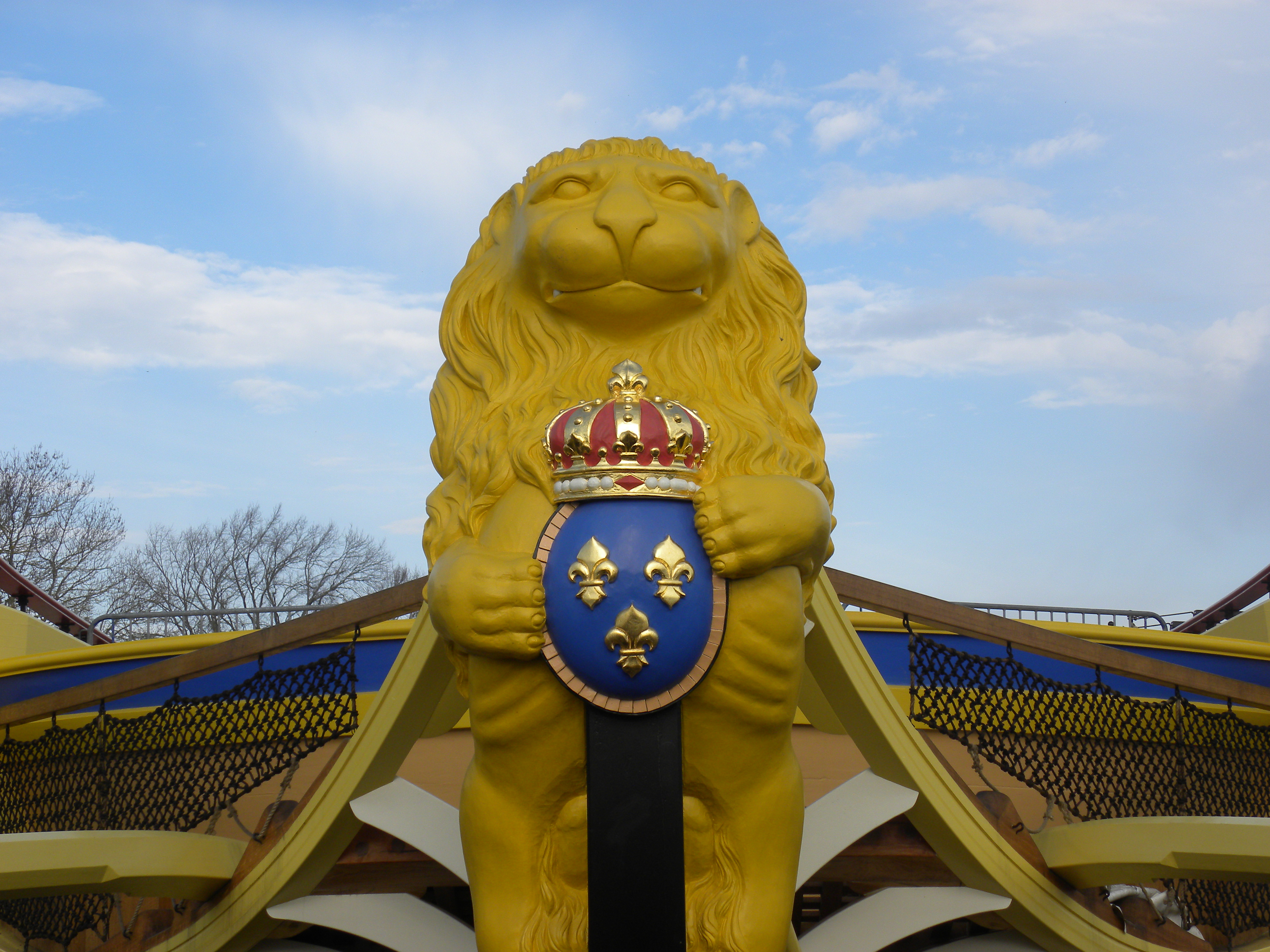
تفاصيل تمثال رأس السفينة.
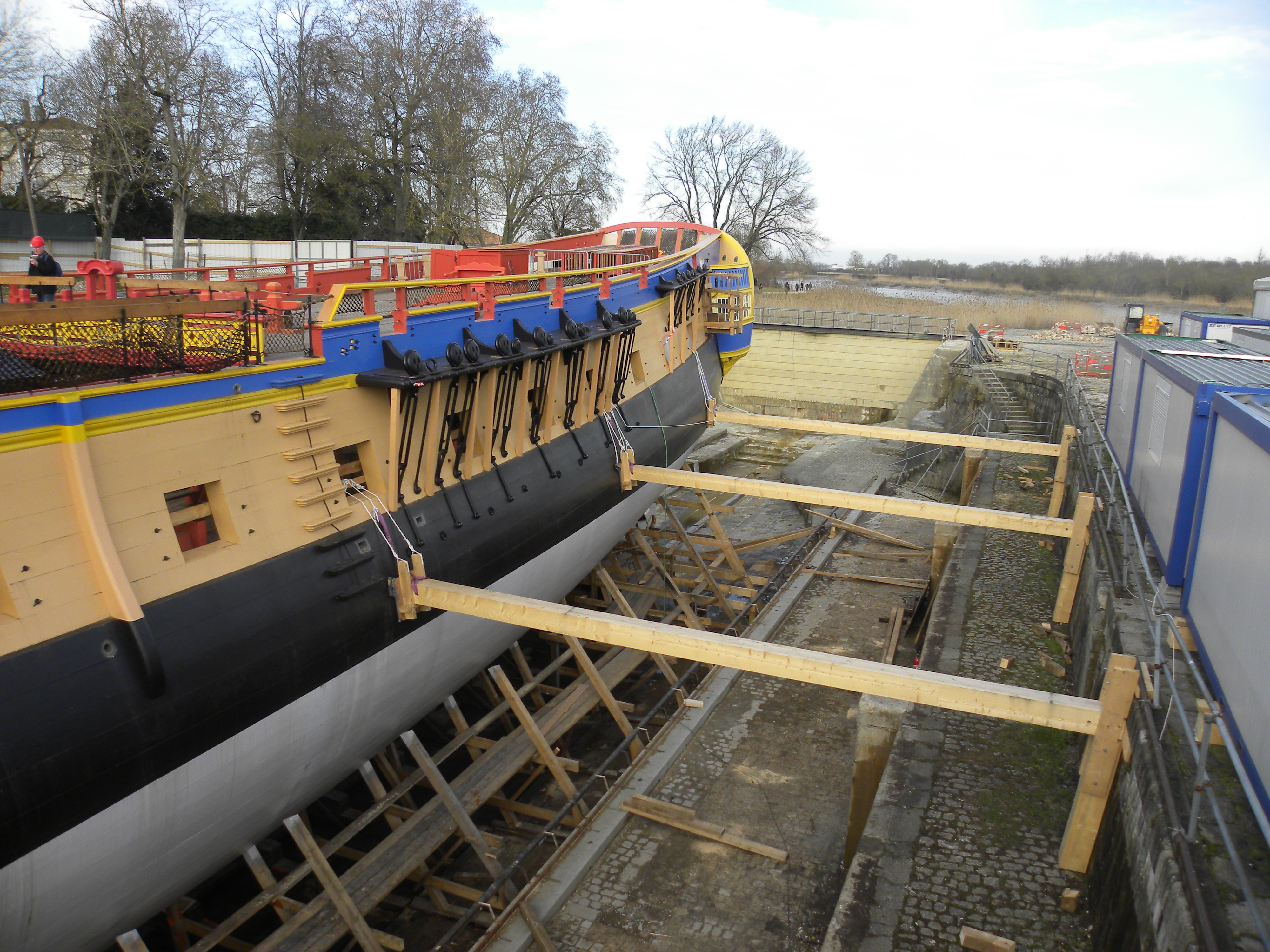
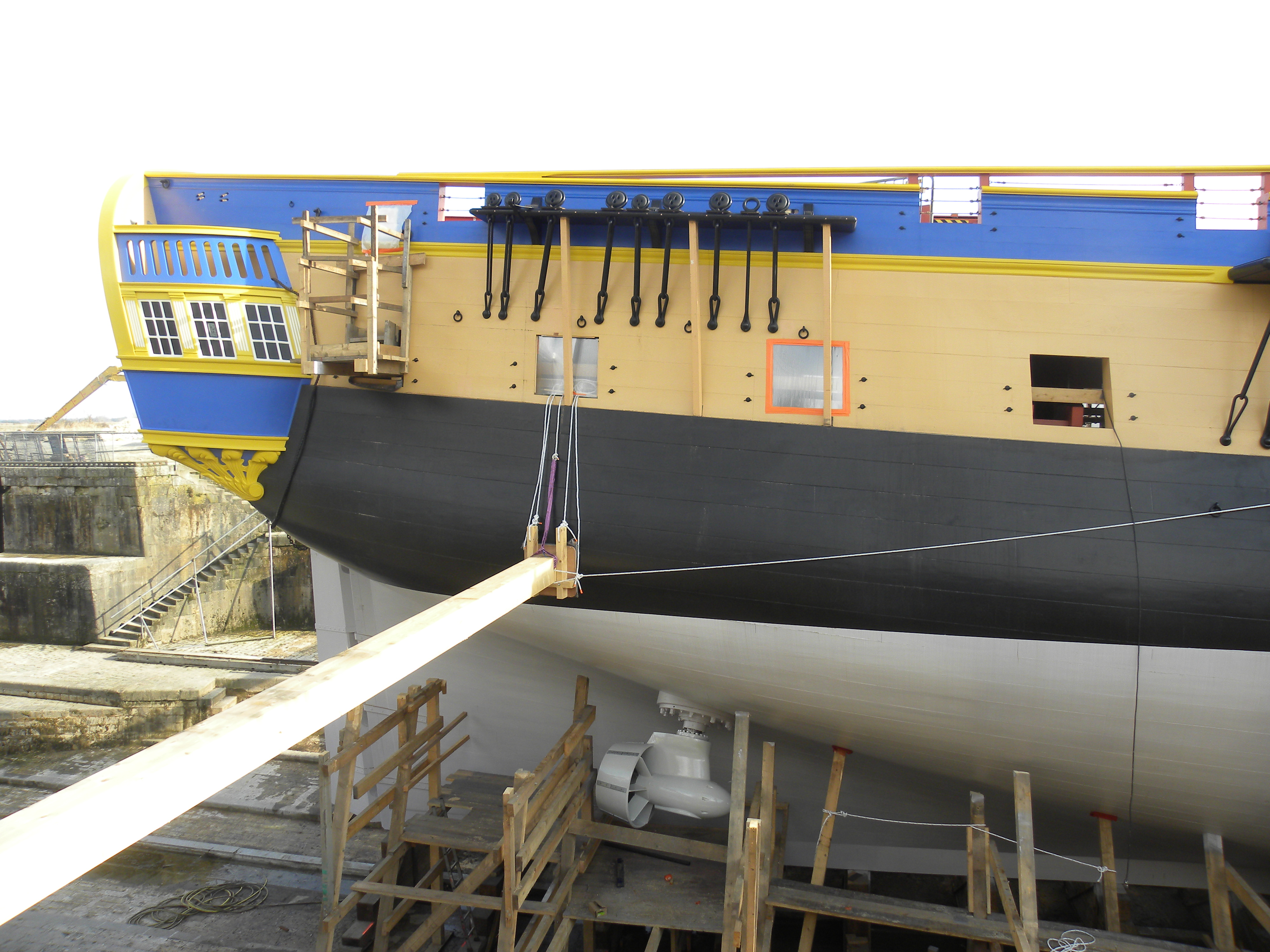
تحضير تمثال رأس السفينة.
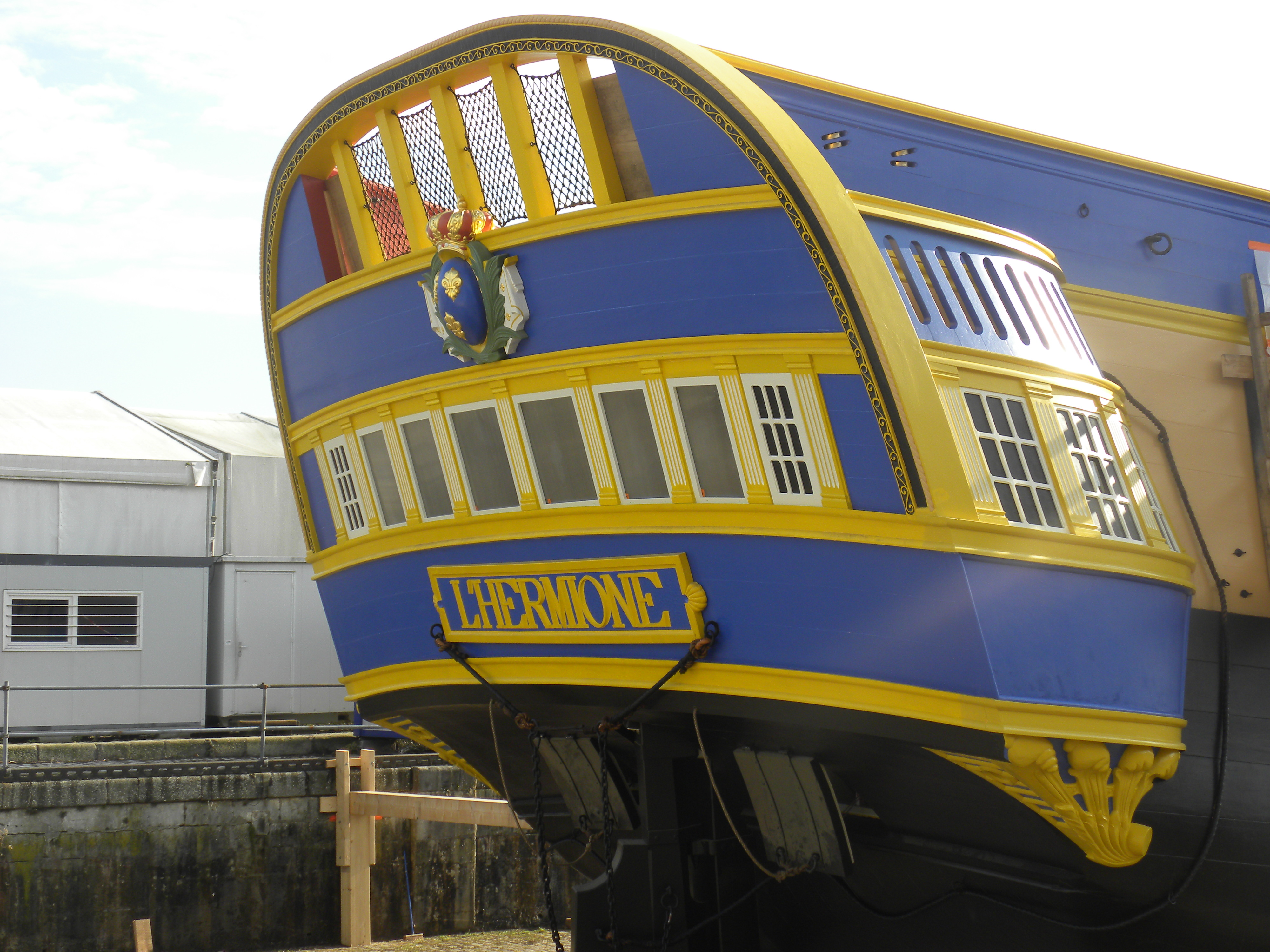
مؤخرة السفينة، يلاحظ وجود محرك دفع.
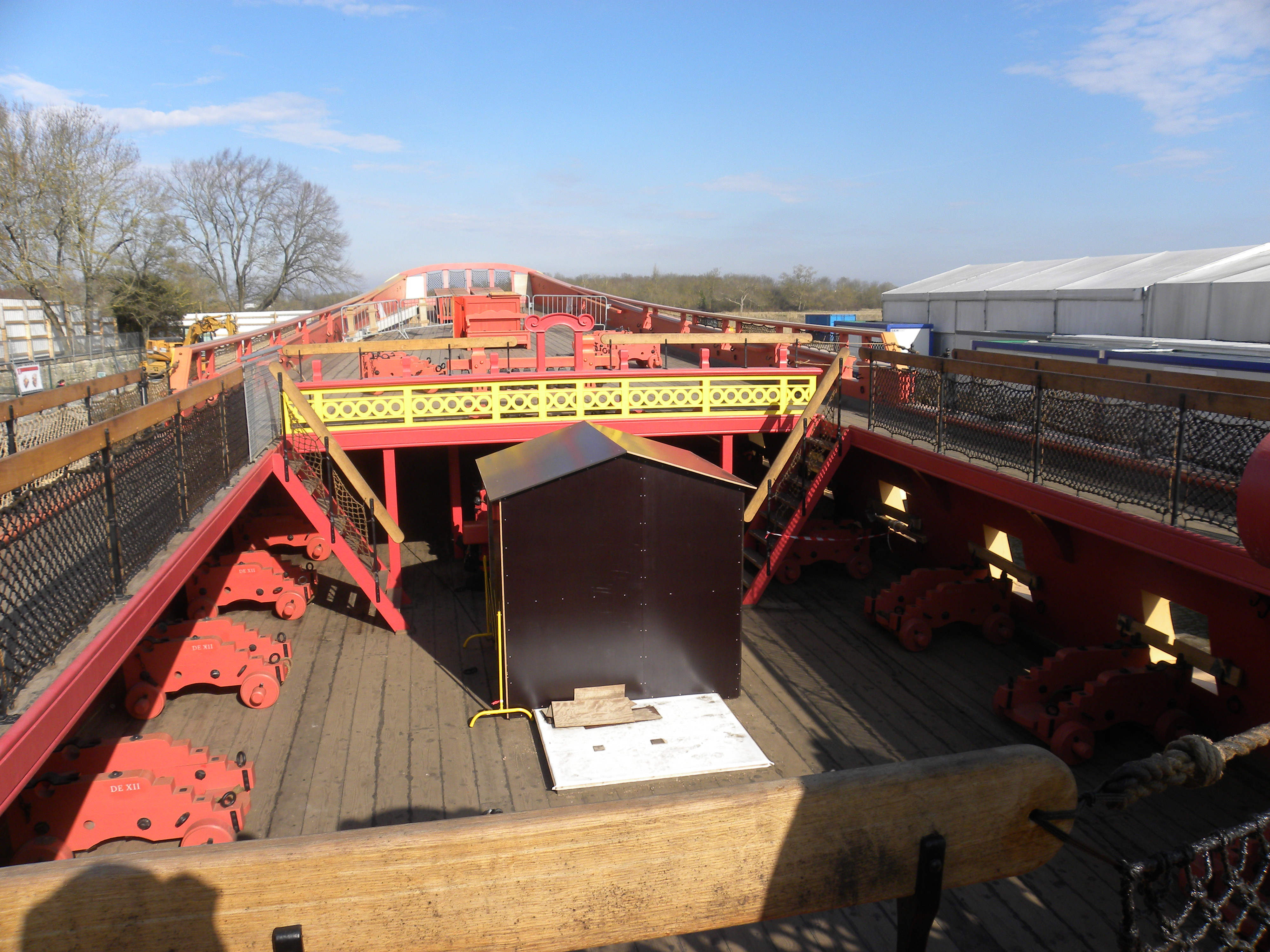
الجسر مع حاملات المدافع.
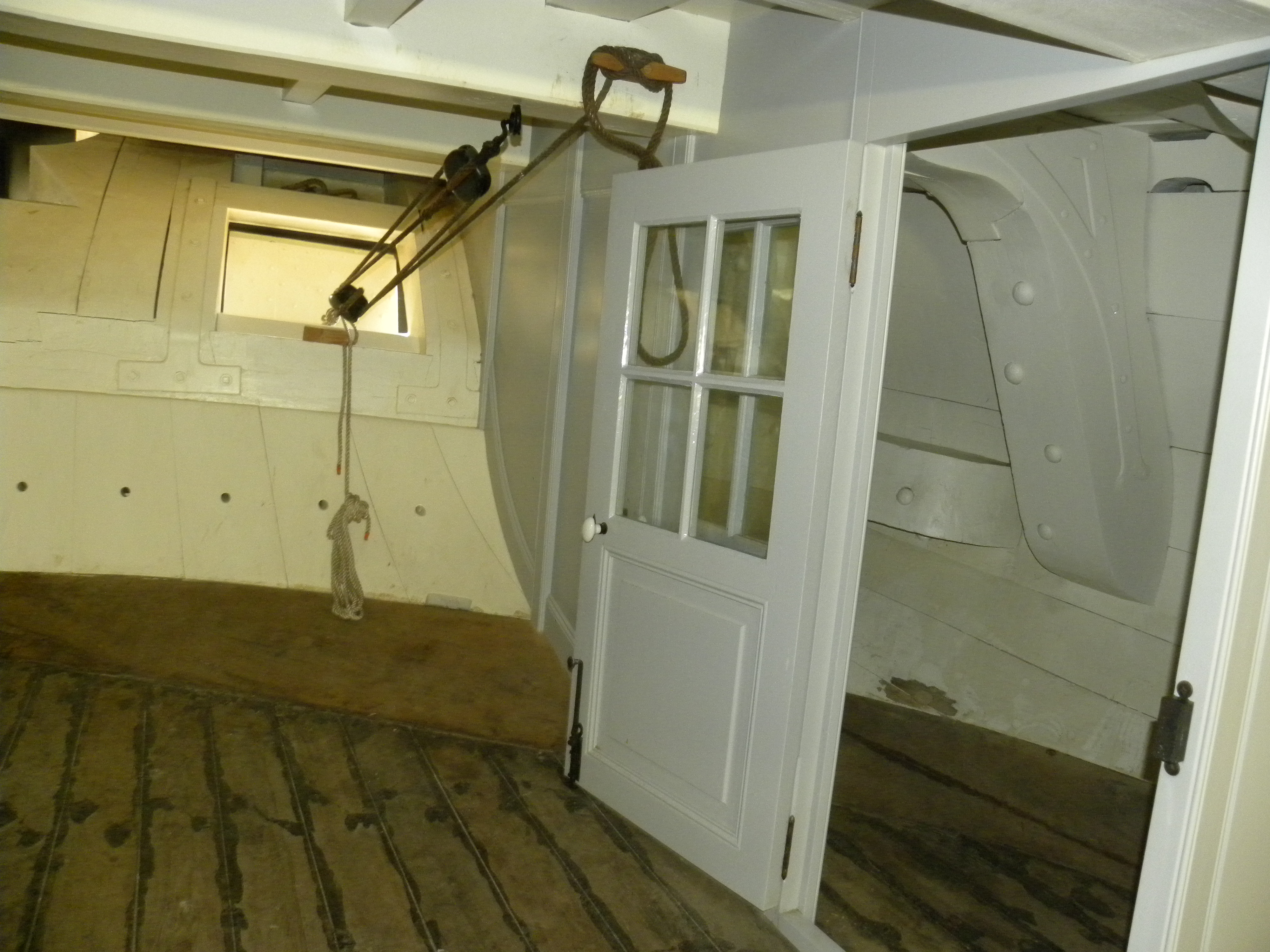
الداخل.

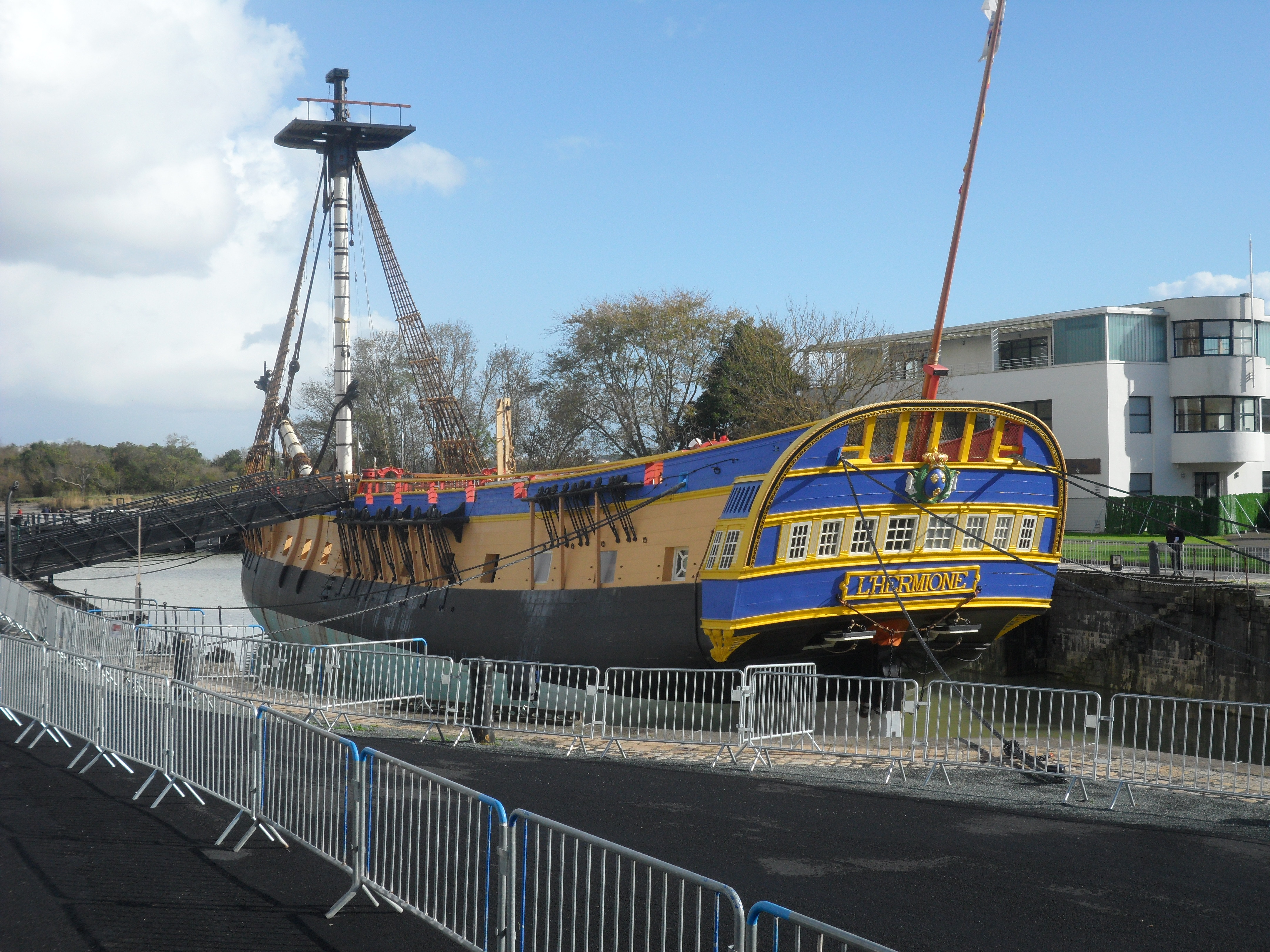
إرميون في نوفمبر 2012.
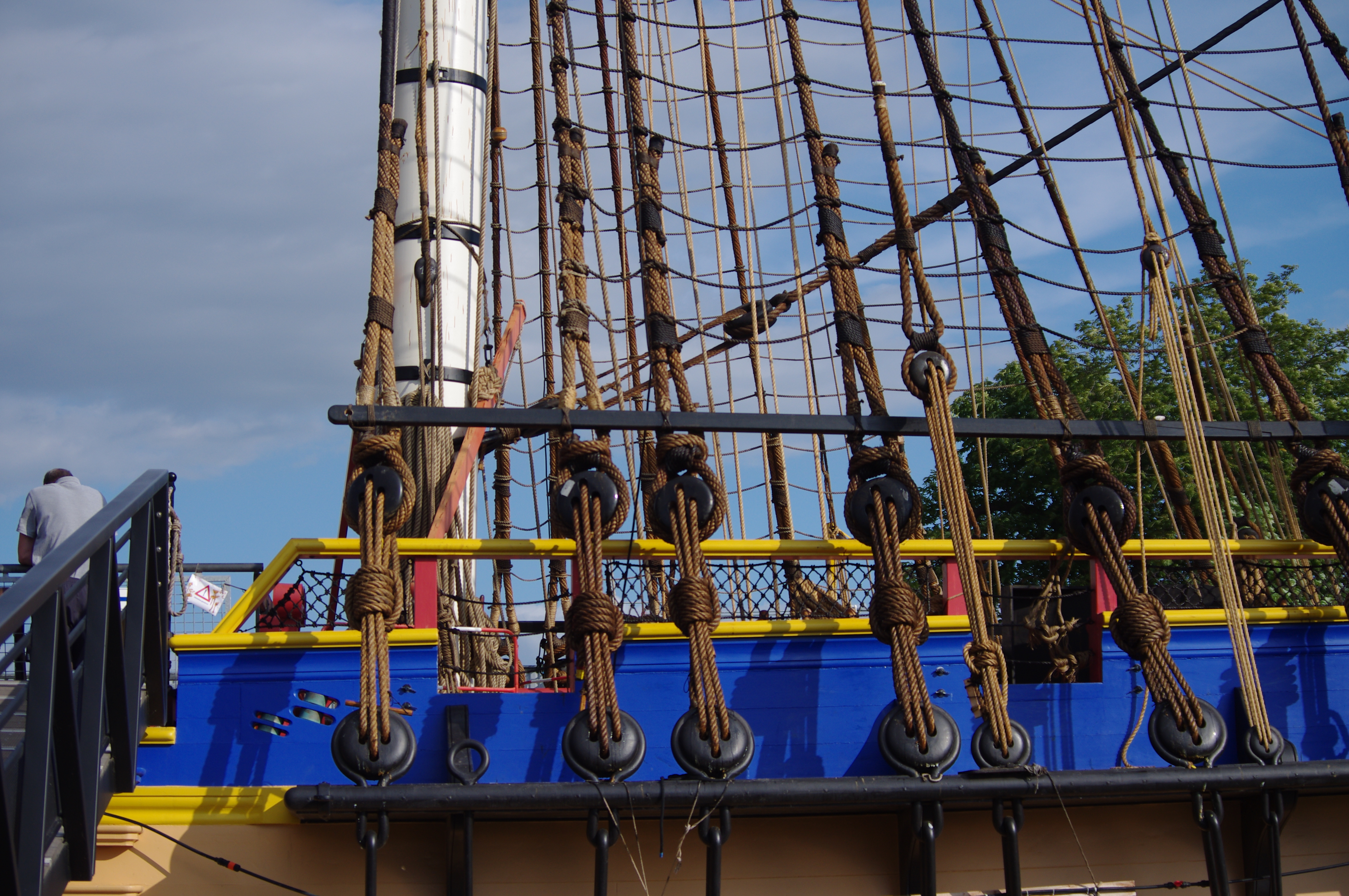
إرميون في يوليو 2013.
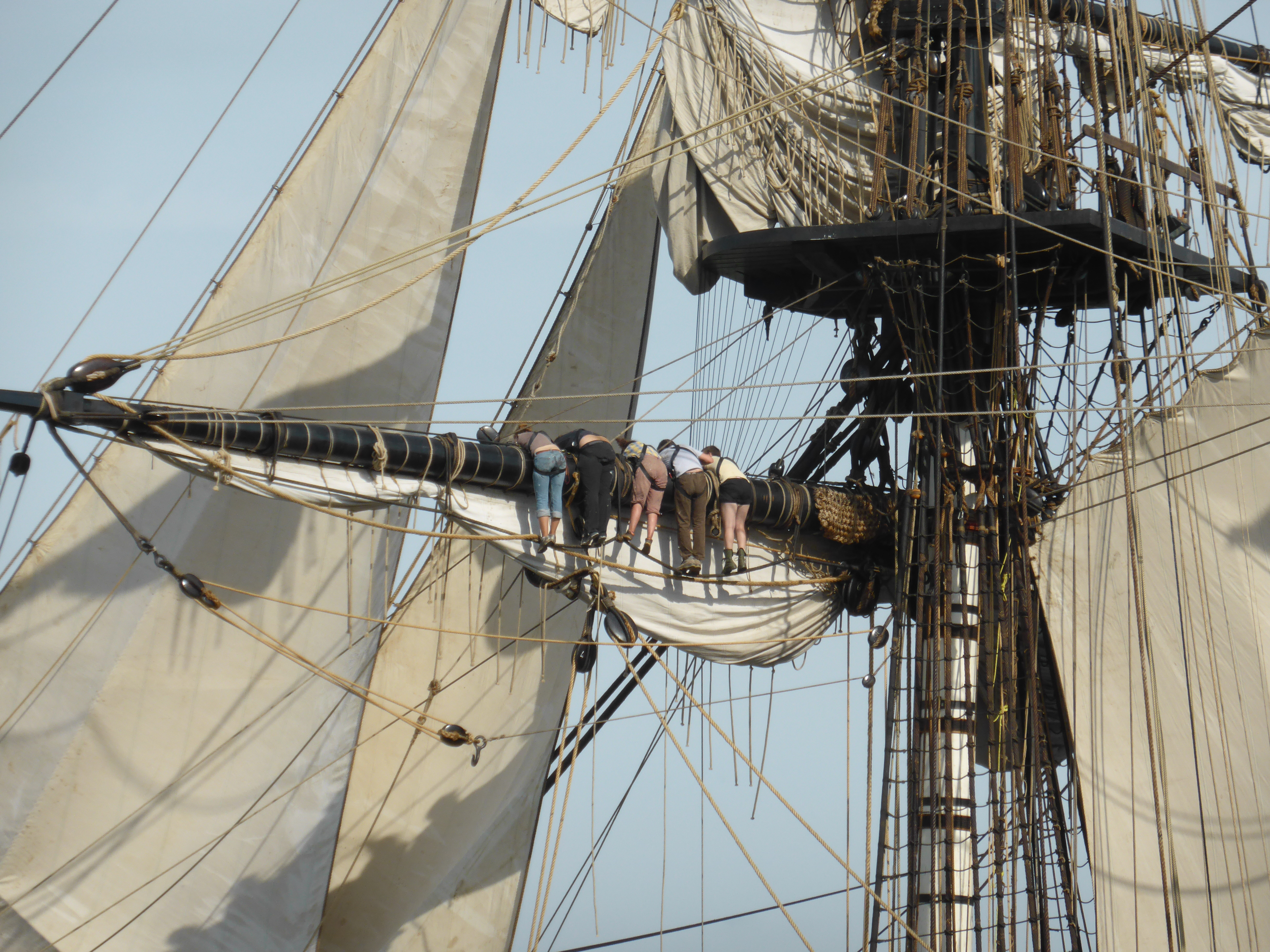
أشرعة إرميون في يوليو 2013.
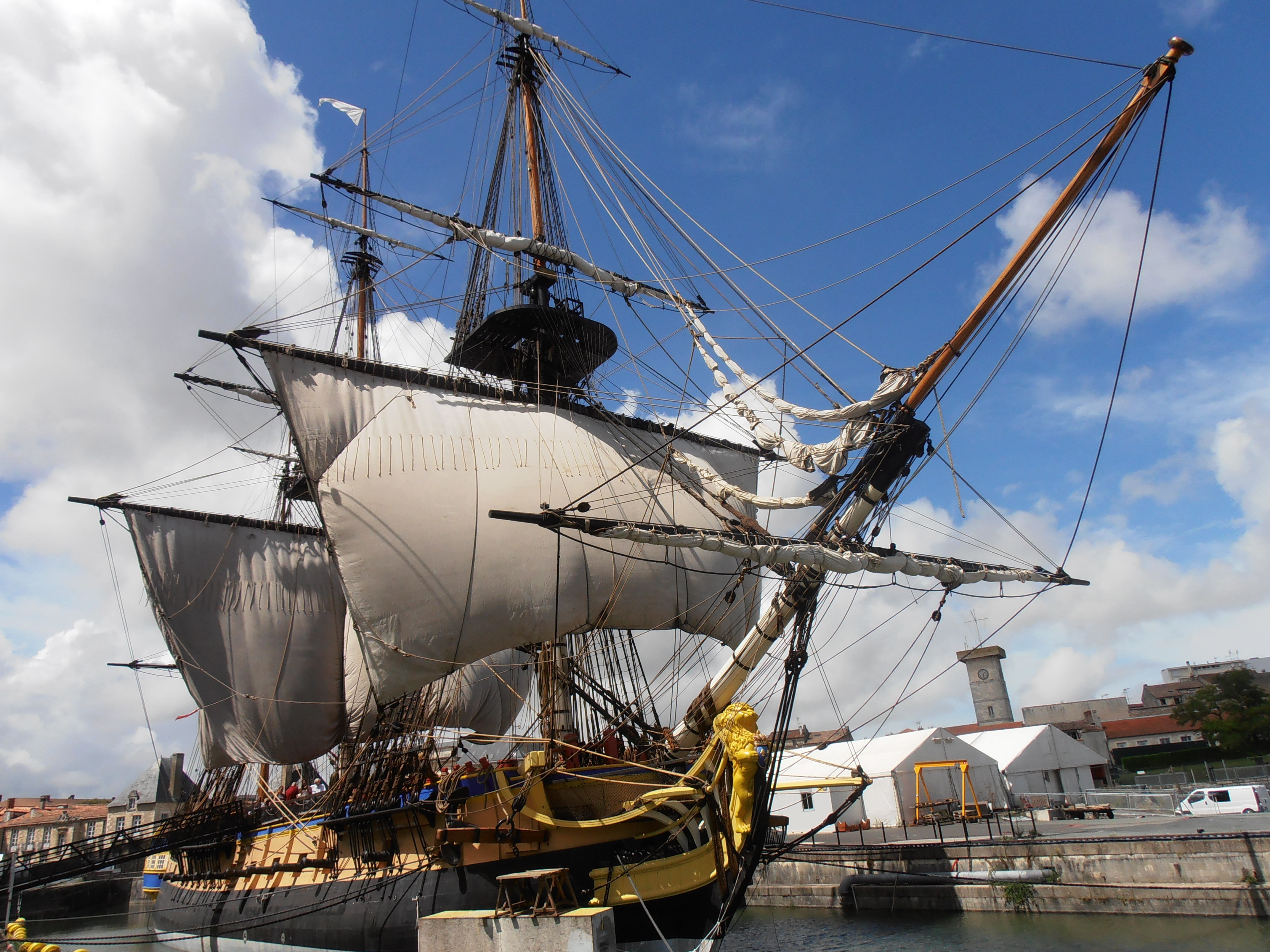
إرميون في يوليو 2014.
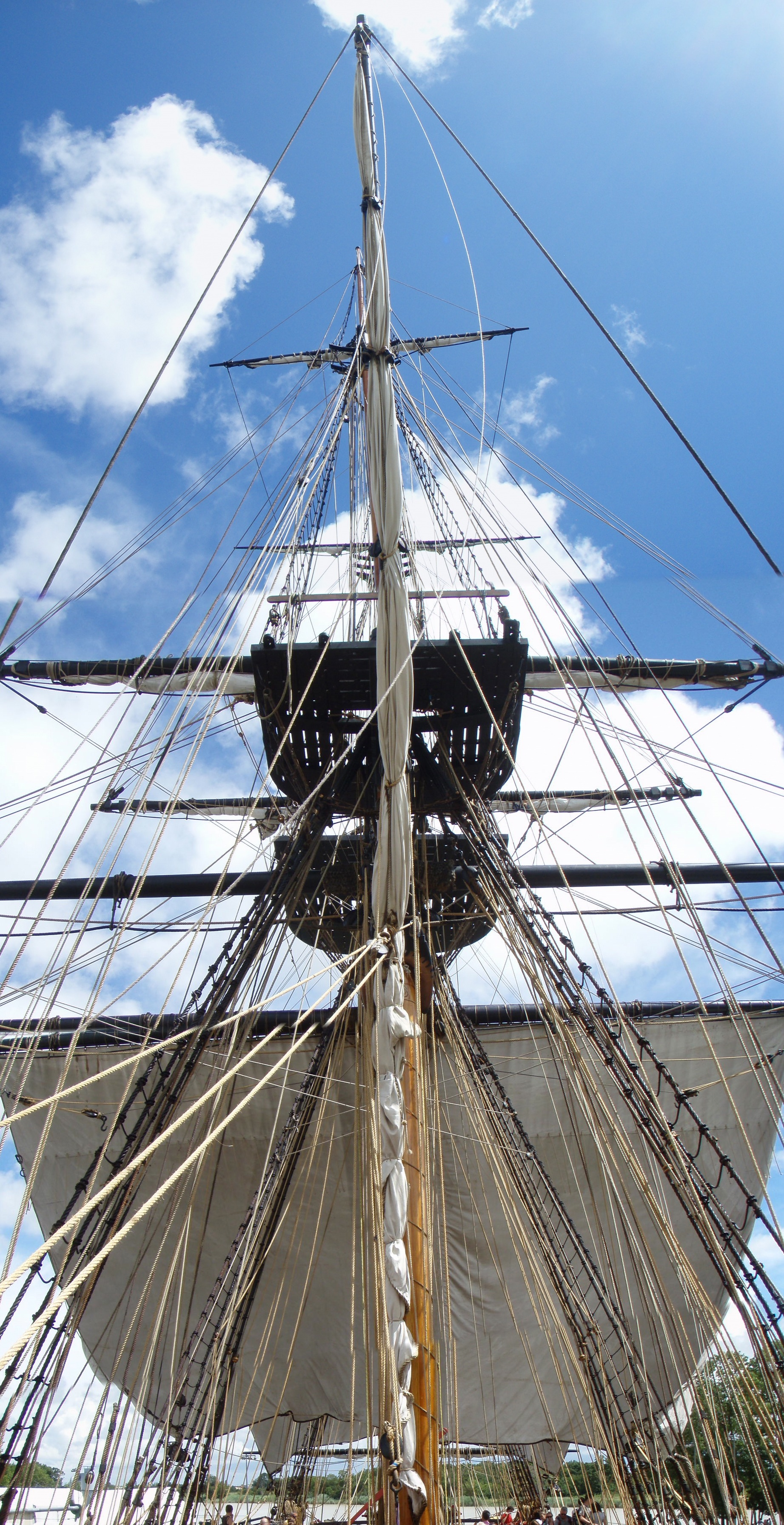
صاري إرميون في يوليو 2014.
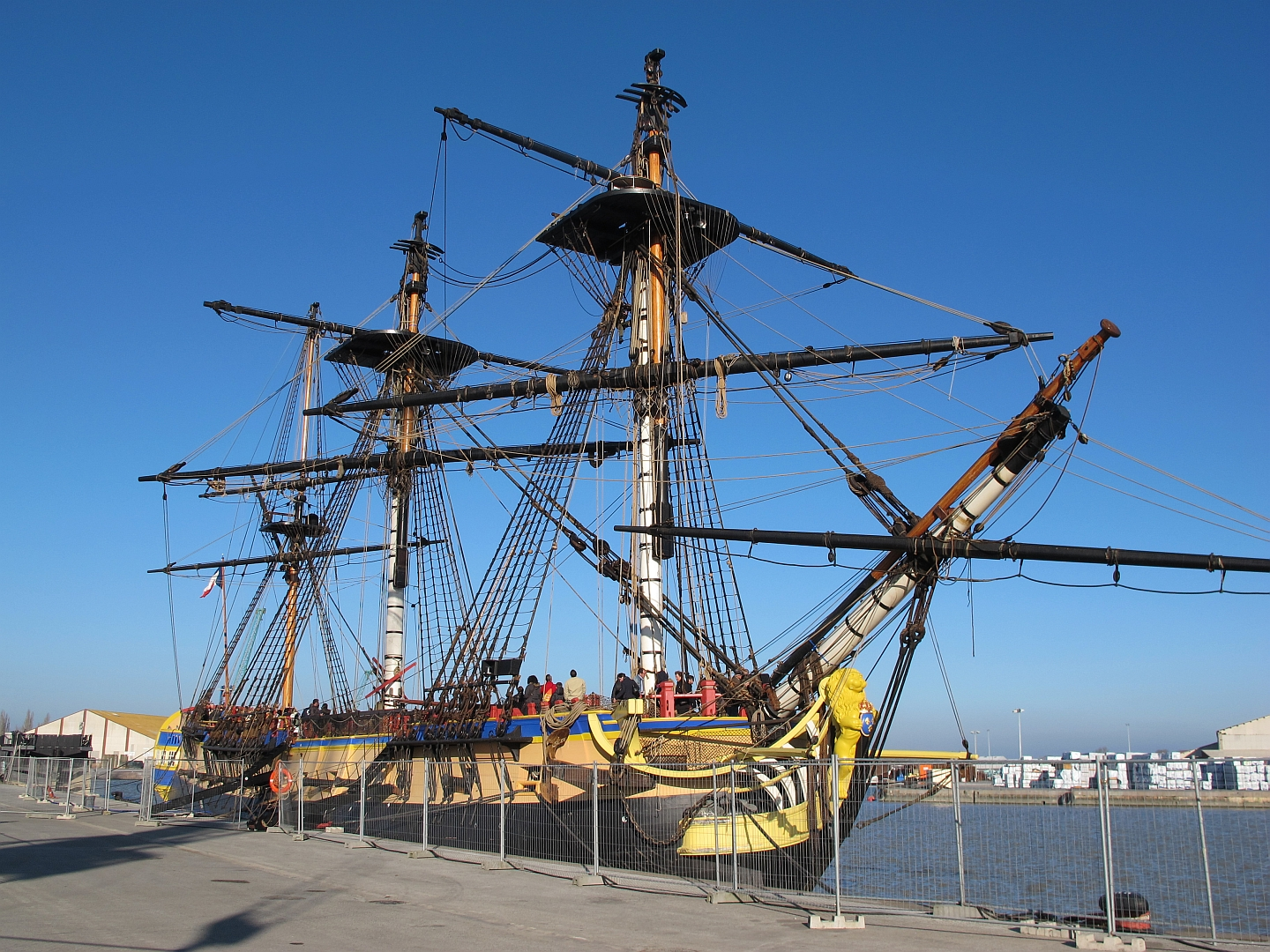
إرميون في ميناء روشفور بعد عدة تجارب في البحر. الصوراي حركت قليلا لتستطيع المرور تحت الجسور.

## مقالات ذات صلة
- L’Hermione, the great departure for America
- L’Hermione, first departure in salt water
- الثورة الفرنسية
- الثورة الأمريكية
- ماركيس دي لافاييت
- البحرية الفرنسية

## روابط خارجية
- الموقع الرسمي للسفينة.